# Karl Marx
Karl Marx (AFI: [ˈkaɐ̯l ˈmaɐ̯ks]; spesso italianizzato in Carlo Marx; Treviri, 5 maggio 1818 – Londra, 14 marzo 1883) è stato un filosofo, economista, politologo, storico, giornalista e politico tedesco.

Firma di Karl Marx

Nato in una famiglia di origine ebraica relativamente agiata della classe media, Marx studiò all'Università di Bonn e all'Università Humboldt di Berlino, iniziando a interessarsi alle opinioni filosofiche dei giovani hegeliani. Dopo la laurea contribuì alla Gazzetta renana, giornale radicale di Colonia. Trasferitosi a Parigi nel 1843, continuò a lavorare per diversi giornali radicali e incontrò importanti amici e sostenitori, tra cui Friedrich Engels, con cui pubblicò il Manifesto del Partito Comunista nel 1848. Esiliato dalla Francia nel 1849 a causa delle sue idee politiche e per il suo supporto ai moti del 1848, Marx si trasferì con la moglie Jenny von Westphalen e i figli prima a Bruxelles e poi a Londra. Qui continuò a lavorare come giornalista per il giornale anglo-americano New York Tribune e ad approfondire i suoi studi sull'economia politica, arrivando così a elaborare la sua teoria economica che avrebbe dovuto essere esposta ne Il Capitale, di cui Marx riuscì a pubblicare solamente il primo volume nel 1867. I successivi due volumi sarebbero stati pubblicati postumi da Engels (1885 e 1894) e la versione completa delle Teorie sul plusvalore da Karl Kautsky (1905-1910).
Negli anni '40 il giovane Marx scrisse la tesi di dottorato  La differenza tra la filosofia naturale di Democrito e la filosofia naturale di Epicuro (1841), Manifesto filosofico della Scuola storica del diritto (1842), Per la critica della filosofia del diritto di Hegel (1843), Sulla questione ebraica (1844), Note su James Mill (1844), i Manoscritti economico-filosofici del 1844 (1844), La sacra famiglia (scritta insieme a Engels) (1845), le Tesi su Feuerbach (1845), L'ideologia tedesca (scritta insieme a Engels) (1846), Miseria della filosofia (1847) e Lavoro salariato e capitale (1848), oltre al Manifesto del Partito Comunista (1848), libello scritto assieme al sodale Engels fra il 1847 e il 1848 e commissionato dalla Lega dei Comunisti, di cui faceva parte, per esprimere il loro progetto politico. Di queste opere solo alcune furono pubblicate in vita. Gli anni '50 videro la pubblicazione de Le lotte di classe in Francia dal 1848 al 1850 (1850), Il 18 brumaio di Luigi Bonaparte (1852), i Grundrisse (1857) e Per la critica dell'economia politica (1859). Gli anni '60 videro il Marx maturo impegnato su La guerra civile negli Stati Uniti (una raccolta di scritti sulla guerra di secessione americana), sui tre volumi delle Teorie sul plusvalore (1862), sul Salario, prezzo e profitto (1865) e sul primo volume de Il Capitale (1867). Gli ultimi anni della vita di Marx videro la pubblicazione de La guerra civile in Francia (1871), la Critica del Programma di Gotha (1875) e le Note su Adolph Wagner (1883).
Partecipò attivamente anche al movimento operaio e presto divenne una figura importante nella Prima Internazionale (1864-1876) fino alla sua morte, avvenuta nel 1883. Il suo pensiero, incentrato sulla critica in chiave materialista dell'economia, della società, della politica e della cultura capitalistiche, esercitò un peso decisivo sulla nascita delle ideologie socialiste e comuniste, dalla seconda metà del XIX secolo in poi, dando vita alla corrente socioeconomico politica del marxismo. Teorico della concezione materialistica della storia e insieme a Engels del socialismo scientifico, Marx è considerato tra i pensatori maggiormente influenti sul piano politico, filosofico ed economico dell'Ottocento e del Novecento.

## Biografia

### Giovinezza
(Moses Hess lettera a Berthold Auerbach, 1841)

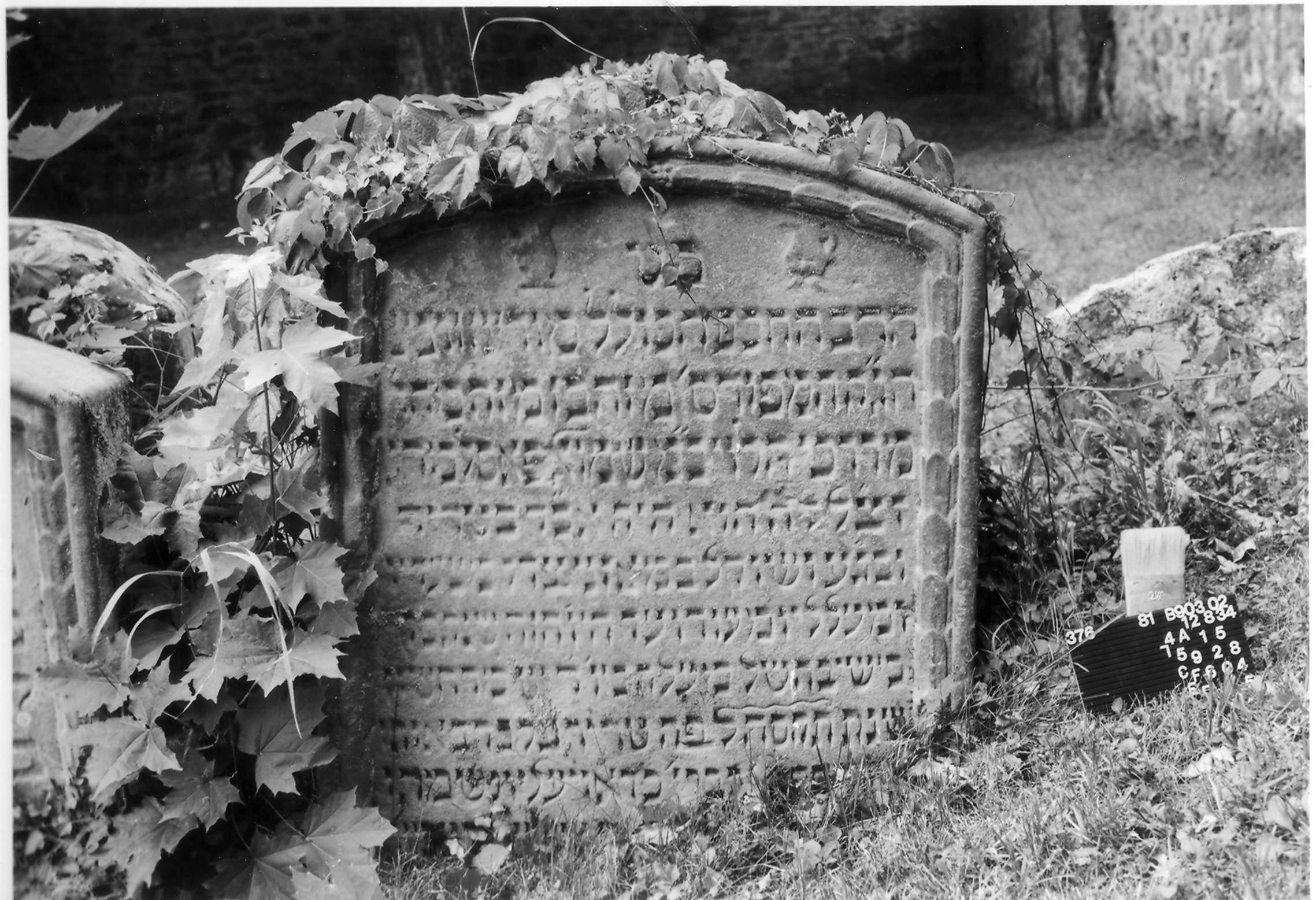
Tomba del rabbino Mordechai Halevi Marx, il nonno di Marx, morto nel 1804

Karl Marx nacque il 5 maggio 1818 in Brückengasse 664 a Treviri, allora provincia prussiana del Granducato del Basso Reno e oggi parte della Renania-Palatinato, da un'agiata famiglia di origine ebraica ashkenazita, terzogenito dei nove figli del facoltoso avvocato tedesco Herschel Marx (1777-1838) e di Henriette Pressburg (1788-1863), nata a Nimega nei Paesi Bassi. I suoi genitori si erano sposati il 22 novembre 1814 presso la sinagoga di Nimega, ricevendo una dote di 20.000 fiorini olandesi. Il padre, figlio del rabbino presso la sinagoga cittadina Mordechai Halevi Marx (1743-1804) e dell'ebrea polacco-tedesca Eva Lwow (1753-1823), fu il primo in seno alla propria famiglia a ricevere un'educazione secolare e a rifiutare la linea di successione rabbinica, che fu lasciata al fratello Samuel Marx (1775-1837). Seguace dell'Illuminismo, in particolar modo di Rousseau, Kant e Voltaire, oltre che un convinto liberale, il padre fu spesso impegnato nelle svariate campagne di riforma dell'assolutistico Stato prussiano, che a seguito della celeberrima disfatta di Napoleone Bonaparte a Waterloo aveva da poco annesso i territori del Basso Reno (sino ad allora parte integrante dell'Impero napoleonico) nell'alveo dei propri possedimenti. Prima di diventare avvocato, il padre era segretario del Concistoro ebraico di Treviri, e nel 1808, a seguito delle leggi napoleoniche, aveva modificato il proprio cognome (togliendo da Marx l'ebraico Halevi, che significa appartenente alla tribù israelita dei Leviti). La madre Henriette era figlia di Isaac Heymans Pressburg (1747-1832) e di Nanette Salomons Cohen (1764-1833), entrambi appartenenti a famiglie di ricchi mercanti ebrei e rabbini presso le sinagoghe di Breslavia e di Nimega. Una sua sorella, Sophie Pressburg (1797-1854), sposò Lion Philips (1794-1866), un ricco produttore industriale di tabacco olandese, dalla quale ebbe il figlio unico Frederick Philips (1830-1900), futuro cofondatore della Philips. Da parte di madre, Marx era cugino di terzo grado di Henrich Heine, che conobbe durante il soggiorno parigino del 1843.
La città di Treviri, un importante centro culturale ed economico renano, era stata ripetutamente oggetto di contese da parte della Francia da almeno il periodo della cruenta guerra dei trent'anni fino alla sua definitiva occupazione del 1794, a seguito della quale sviluppò una proficua rete di legami e vincoli commerciali con le principali città francesi, oltre a condividere con esse le grandi riforme sociali che gli esiti della Rivoluzione francese avevano introdotto in patria, per poi con l'annessione prussiana del 1815 vedersi venire progressivamente spogliata del proprio corpo di diritti costituzionali e della propria strategica posizione economica. Infatti nel 1817, un anno prima della nascita di Marx, venne implementata una ferrea politica antisemitica da parte di Federico Guglielmo III di Prussia volta ad arrestare il graduale processo di emancipazione ebraica tipica degli ex territori napoleonici in modo da equipararli all'ordinamento sociopolitico reazionario e profondamente conservatore del resto del regno (come il divieto d'esercizio di funzioni pubbliche da parte di qualsiasi suddito ebreo), spingendo dunque il padre a convertirsi al luteranesimo (considerata religione di Stato) assieme alla moglie e ai suoi primi due figli e adottare legalmente un nome tedesco sullo yiddish Herschel (scelse Heinrich Marx) al fine di poter continuare a esercitare l'avvocatura così da entrare nel 1831 a far parte del Justizrat, il consiglio giudiziario supremo, che seppure non procurasse un particolare titolo accademico era certamente una istituzione di alto prestigio. Oltre al suo reddito di avvocato ebreo medioborghese, il padre possedeva parecchi vigneti sulla Mosella.

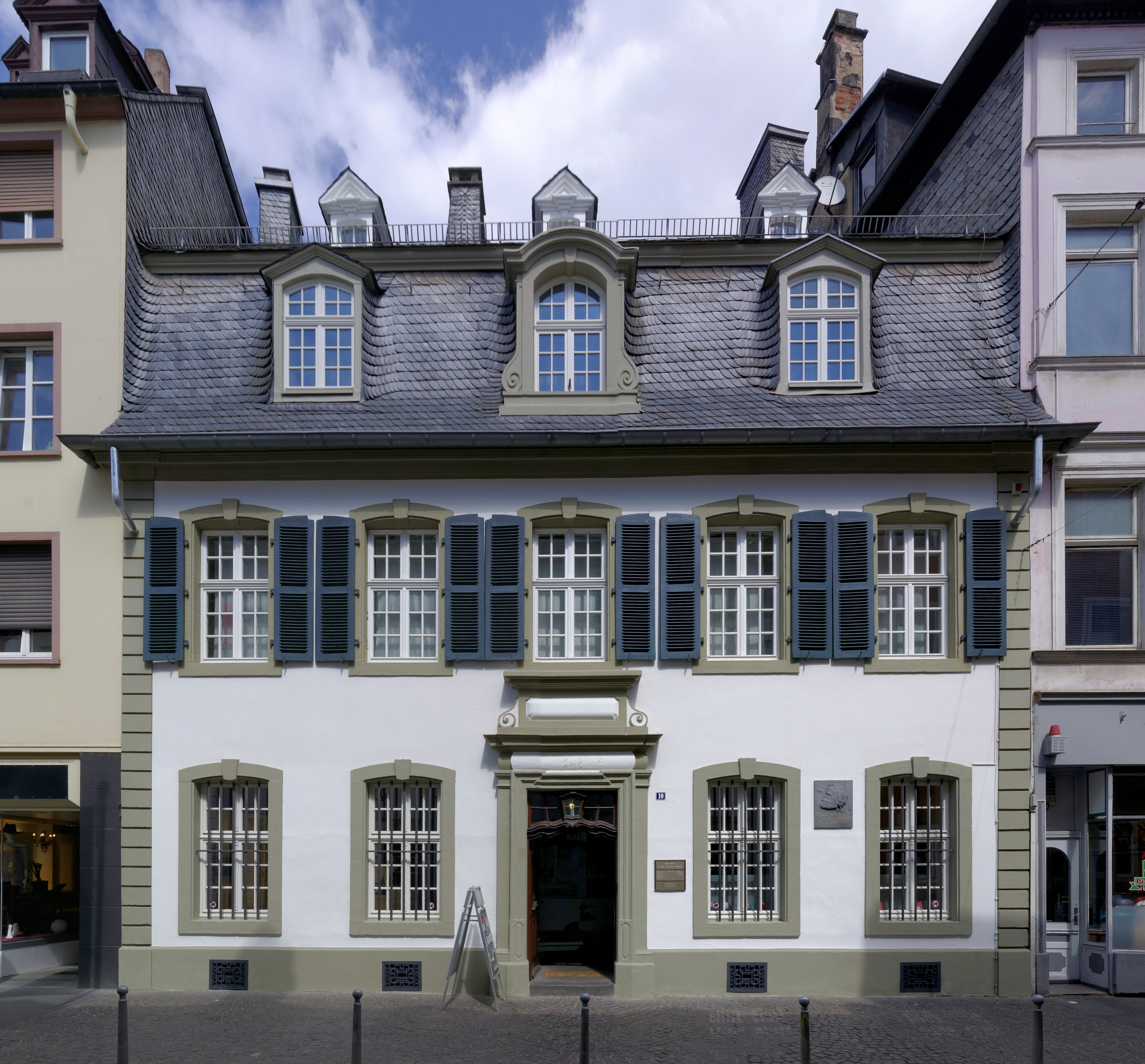
La casa natale di Marx a Treviri

Con il padre, che esercitò una considerevole influenza sulla formazione intellettuale del giovane Marx, questi sarebbe sempre stato legato da un profondo vincolo di affetto e stima. Così non avvenne con la madre, ritenuta da alcuni storici e biografi una donna intellettualmente arida o forse soltanto una persona molto semplice, che gli avrebbe sempre rimproverato di non essersi fatto una posizione adeguata al suo rango sociale e alle sue capacità intellettuali, né con i suoi fratelli e sorelle Sophie (1817-1883), Hermann (1819-1842), Henriette (1820-1856), Louise (1821-1893), Caroline (1824-1847) e Eduard (1834-1837).
Nel 1830 si iscrive presso il liceo di Treviri, ottenendo la licenza il 17 agosto 1835. Ci sono pervenuti i temi di greco, latino, matematica, francese, religione e tedesco. In latino scrive una dissertazione sul principato di Augusto intitolata An principatus Augusti merito inter feliciores reipublicae Romanae aetates numeretur? (in italiano: Il principato di Augusto si può giustamente annoverare tra i più felici periodi della repubblica romana?; in tedesco: Considerazione di un giovane sulla scelta del proprio avvenire), dove scrive tra l'altro che «la guida che ci deve soccorrere nella scelta d'una condizione è il bene dell'umanità, la nostra propria perfezione. Non si obietti che i due interessi potrebbero contrapporsi l'un l'altro [...] . [L]a natura dell'uomo è tale che egli può raggiungere la propria perfezione individuale solo agendo per il perfezionamento e il bene dell'umanità».

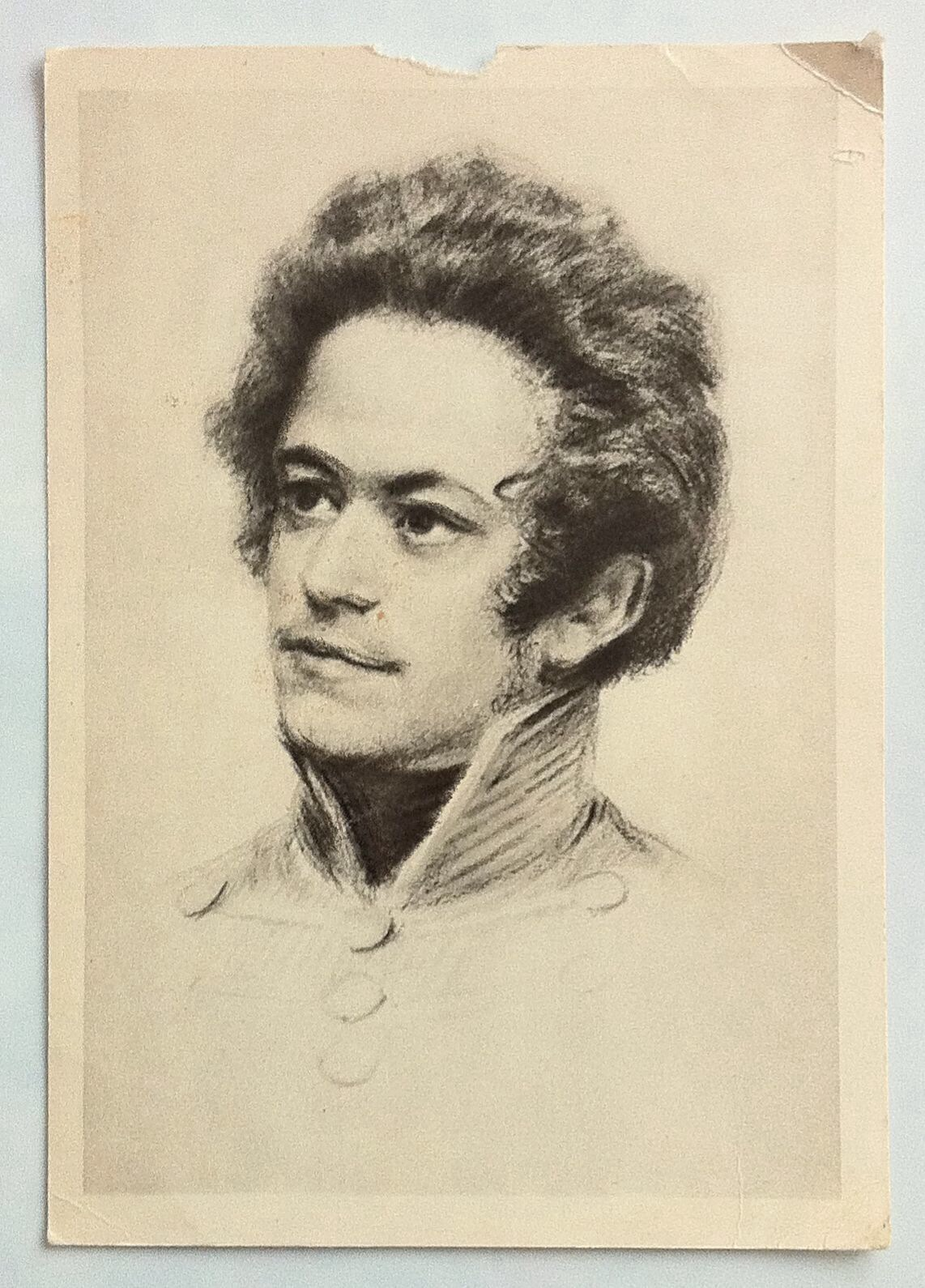
Ritratto da giovane di Marx

Nel 1835 su consiglio del padre si iscrive presso la facoltà di giurisprudenza dell'Università di Bonn, ma antepone agli studi di diritto quelli filosofici e letterari dei corsi tenuti da August Wilhelm Schlegel, fratello di Frederich Schlegel e autore del famosissimo Corso di letteratura drammatica (1809), considerato la "Bibbia degli scrittori romantici". Partecipa alla vita goliardica e bohémienne cittadina alla quale si mescolano anche forme di opposizione politica e sostiene il duello di rito fra le matricole universitarie, trascorrendo anche un giorno in prigione per ebbrezza e schiamazzi notturni. Si iscrive a un circolo di poeti e comincia a sentire il peso della sorveglianza poliziesca.
Nell'estate del 1836 conosce a Treviri e si fidanza segretamente con Jenny von Westphalen, figlia del barone Ludwig von Westphalen, soprannominata «la principessa del sogno». Nell'autunno su decisione della famiglia prosegue gli studi all'Università Humboldt di Berlino, dove fino a cinque anni prima aveva insegnato Georg Wilhelm Friedrich Hegel, con gli autorevoli giuristi Friedrich Carl von Savigny e Eduard Gans. Il primo, appartenente alla vecchia scuola storica e conservatore, considerava il diritto una creazione dello spirito popolare (Volksgeist); il secondo, hegeliano e liberale, concepiva il diritto come prodotto dello sviluppo dialettico dell'idea e, da studioso anche di Henri de Saint-Simon, era favorevole a riforme sociali che alleviassero le condizioni delle classi popolari.
Con una formazione culturale di impronta illuministica Marx inizia a scrivere una Filosofia del diritto che tuttavia interrompe dopo un centinaio di pagine, convinto che «senza un sistema filosofico non si può concludere nulla». Durante il decorso di una malattia legge tutte le opere di Hegel, ricevendone una forte impressione.

#### Giovane hegeliano
Alla fine di quell'anno Marx scrive e dedica tre quaderni di poesie alla fidanzata, il Buch der Lieder (Libro dei canti) e due Bücher der Liebe (Libri dell'amore), che non ci sono pervenuti. Abbiamo invece un quaderno di poesie dedicato il 10 novembre 1837 al padre in occasione del suo cinquantacinquesimo compleanno, comprendenti anche quattro epigrammi su Hegel. In uno di essi è scritto: 
In quell'occasione comunica al padre la decisione di abbandonare gli studi giuridici per dedicarsi a quelli filosofici. L'hegelismo era l'espressione culturale e filosofica allora dominante in Prussia, con i sostenitori del potere assoluto che ne davano un'interpretazione conservatrice, ed erano per questo motivo appartenenti alla cosiddetta destra hegeliana, mentre i fautori di un rinnovamento politico e culturale in senso liberale e democratico erano definiti la sinistra hegeliana, o anche giovani hegeliani, per via della loro età media. Essi esaltavano invece gli aspetti progressivi dell'hegelismo: in particolare della dialettica, per la quale tutta la realtà, anche sociale e politica, è un continuo divenire.

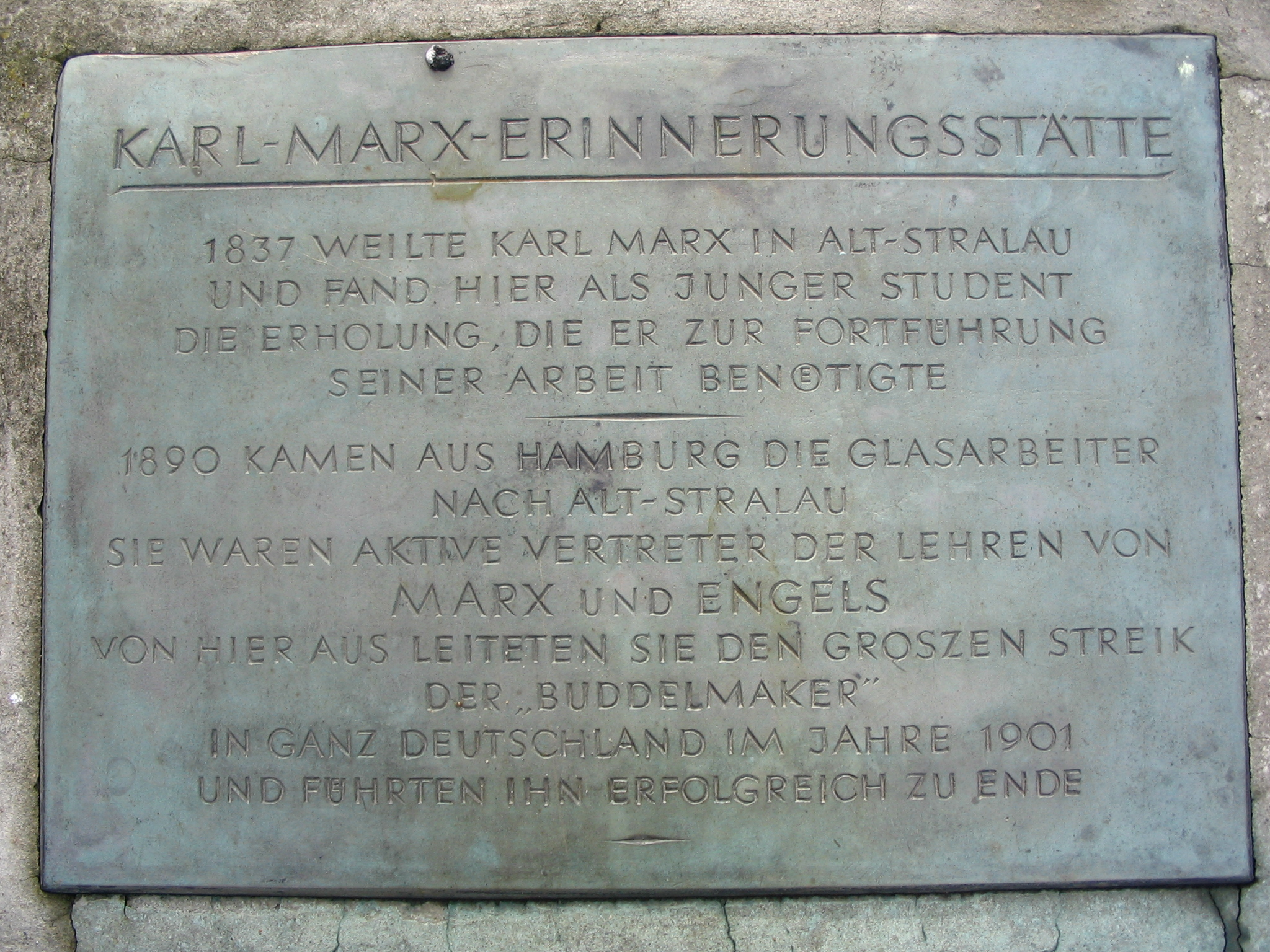
Targa ricordo di Marx a Berlino-Stralau

Non potendo attaccare l'assolutismo monarchico, la critica dei giovani hegeliani era rivolta contro la religione ufficiale. Nel 1835 David Friedrich Strauß aveva infatti pubblicato una eterodossa Vita di Gesù interpretando i vangeli come un insieme di miti. Bruno Bauer, docente di teologia, confuta le sue tesi dalle colonne del Periodico di teologia speculativa cui prendono parte i maggiori esponenti della destra hegeliana. Marx si trovò così a frequentare dal 1837 nel sobborgo di Stralau il Doktorklub, un circolo berlinese di giovani hegeliani che passò in breve da posizioni monarchiche liberali a posizioni giacobine, assumendo il nome de Gli amici del popolo.
Nel 1835 pubblica il saggio Die Vereinigung der Gläubigen mit Christo (nach Johannes 15, 1-14) (L'unione dei credenti con Cristo (Giovanni 15: 1-14). Nel 1839 è ancora studente e pubblica la sua prima opera dal titolo Szenen aus: Oulanem. Trauerspiel (Scene tratte da: Oulanem. tragedia). Oulanem è l'anagramma della forma ebraica del nome Emanuele (nome biblico di Gesù Cristo, che significa «Dio con noi»). Si tratta di un poema-tragedia incompiuto in quattro scene e sette personaggi ambientato in una località di montagna in Italia che ha per protagonista Tillo Oulamen, filosofo nichilista.
Nel 1841 nella rivista letteraria berlinese Athenaeum pubblica Der Spielmann (Il volinista).

Dalla fine del 1838 al 1840 prepara una Storia della filosofia epicurea, stoica e scettica come tesi per il suo dottorato di ricerca, ma data la vastità dell'impegno la interrompe. Consegue così il dottorato di ricerca in filosofia il 15 aprile 1841 nell'Università di Jena con una tesi dal titolo La differenza tra la filosofia naturale di Democrito e la filosofia naturale di Epicuro. In questa dissertazione, dopo avere analiticamente trattato il pensiero di entrambi, propende decisamente per quello di Epicuro, che introducendo il «clinamen» evita il determinismo assoluto, lasciando spazio alla libertà umana su cui si può fondare un'etica che persegua la felicità. Di essa vale la pena citare i passi finali della prefazione: 

#### Impegno politico

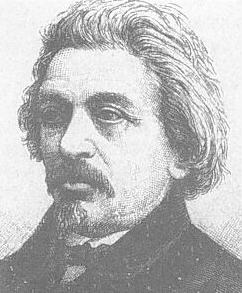
Moses Hess

La conclusione dei suoi studi universitari coincide con l'aggravarsi della repressione governativa sulla vita politica e culturale. A farne le spese, fra gli altri, è l'amico Bruno Bauer, cui è impedita l'attività accademica nell'Università di Jena. Lo stesso Marx, che pensava a una carriera universitaria, avverte l'urgenza di un diretto impegno politico. Esordisce con le Osservazioni sulle recenti istruzioni per la censura in Prussia, un articolo scritto tra il gennaio e il 10 febbraio 1842 per il Deutsche Jahrbücher (Annali tedeschi) di Arnold Ruge, il quale però prudentemente non lo pubblica e vide la luce soltanto il 13 febbraio 1843 negli Anekdota zur neuesten deutschen Philosophie und Publizistik (Aneddoti per la recente filosofia e pubblicistica tedesca).

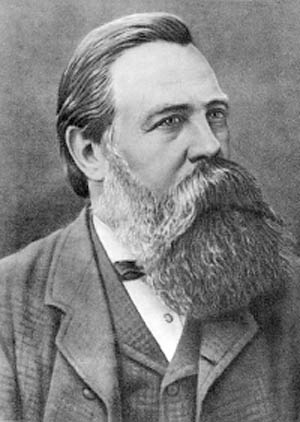
Friedrich Engels

Il debutto pubblico di Marx come giornalista avviene pertanto il 5 maggio 1842 con l'articolo «Dibattiti sulla libertà di stampa e sulla pubblicazione dei dibattiti alla Dieta» nella Rheinische Zeitung (Gazzetta renana), quotidiano di Colonia finanziato dalla borghesia liberale renana in cauta opposizione al regime prussiano e gestito dal circolo radicale capeggiato da Moses Hess, soprannominato il «rabbino rosso» per le origini ebraiche e perché sostenitore dell'integrazione ebraica nel movimento universalistico socialista. Divenuto amico e collaboratore di Marx e Friedrich Engels, convertì quest'ultimo al socialismo: «La prima libertà di stampa», scrive, «consiste nel fatto che essa non è un'industria» mentre «la vera e propria cura radicale della censura sarebbe la sua abolizione».
Nel settembre 1842 si trasferisce da Bonn a Colonia per dedicarsi a tempo pieno all'attività pubblicistica. Nell'ottobre è redattore capo del giornale che affermatosi come il maggior organo di opposizione riceve l'accusa di essere comunista dalla reazionaria Gazzetta generale di Augusta a seguito di articoli di Hess che esaltavano le teorie di Charles Fourier. Marx risponde il 16 ottobre che «la Rheinische Zeitung, che non può concedere alle idee comuniste, nella loro forma odierna, neppure attualità teoretica e quindi ancor meno desiderare o ritenere possibile la loro realizzazione pratica, sottoporrà queste idee a una critica approfondita. Ma se la Gazzetta d'Augusta pretendesse più che frasi brillanti, comprenderebbe che scritti come quelli di Leroux, Considerant e soprattutto la penetrante opera di Proudhon, non possono essere criticati con estemporanee trovate superficiali, ma solo dopo uno studio lungo, assiduo e molto approfondito».
Dal tono circospetto della risposta si intuisce già un certo interesse da parte di Marx per tali idee. Marx lascia il 17 marzo 1843 la redazione del giornale, che viene soppresso dal governo il 21 marzo seguente «a causa della situazione in cui la censura pone il giornale». Scrive a Ruge: «Ero stanco dell'ipocrisia, della brutalità poliziesca e anche del nostro servilismo. Il governo m'ha reso la mia libertà. In Germania non posso più intraprendere nulla: finirei col corrompermi».

### Periodo parigino

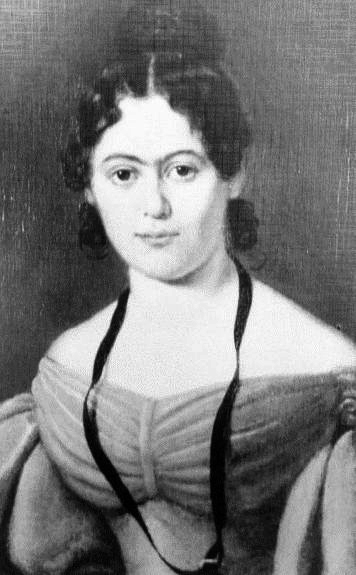
Jenny von Westphalen

Sposa Jenny von Westphalen il 19 giugno 1843 nella chiesa di San Paolo a Bad Kreuznach. I due poi partono insieme alla volta di Parigi, dove Marx pubblica con Ruge la nuova rivista Deutsch-französische Jahrbüche (Annali franco-tedeschi), scritta in collaborazione con Heinrich Heine, Moses Hess, Georg Herwegh e Friedrich Engels, ricco imprenditore tedesco che diviene da questo momento l'amico di tutta una vita e il suo principale finanziatore, nonché colui che più tardi avrebbe riconosciuto Frederick Demuth (1851-1929), forse figlio naturale avuto da Marx con la sua governante Helene Demuth. Tuttavia secondo Terrell Carver questo fatto, circolato sin dal 1962, «non è ben fondato sul materiale documentario disponibile», aggiungendo che tali voci non sono supportate da «prove dirette che portano in modo inequivocabile su questo argomento».

Una lettera inviata a Ruge nel settembre del 1843 chiarisce il senso della sua parziale presa di distanza dagli intellettuali della sinistra hegeliana: 
Degli Annali esce tuttavia solo un fascicolo doppio nel febbraio 1844. Marx vi pubblica La questione ebraica e l'introduzione alla propria Critica della filosofia hegeliana del diritto pubblico (pubblicata però solo nel 1927), in cui rileva come Hegel non subordini la realtà all'idea, ma al contrario conservi la presente realtà tedesca, fingendo di trascenderla e spacci lo Stato prussiano come idea di Stato. Secondo Marx una vera teoria della società è dunque possibile, solo mettendo da parte ogni idea di società in generale, analizzando invece la società materialmente determinata. L'opera rappresenta il suo distacco dal pensiero hegeliano, del quale già comincia a individuare la mistificazione della realtà.

### Sulla questione ebraica
Nell'articolo comparso sugli Annali franco-tedeschi nel 1844 intitolato Sulla questione ebraica Marx risponde alla teoria di Bruno Bauer, il quale ne La questione ebraica e ne La capacità degli ebrei e dei cristiani di oggigiorno di ottenere la libertà, analizzando il caso prussiano, affrontava la critica della coscienza religiosa e del riformismo politico entrando in aperto conflitto con la sinistra hegeliana, che opponendosi al cardine politico della religione di Stato invocava l'emancipazione politica degli ebrei. Pur condividendo la critica liberale all'uso politico della religione da parte dello Stato, Bauer intendeva la libertà politica come rinuncia a ogni particolarismo e muoveva perciò una critica agli argomenti di quanti ebrei e non ebrei sostenessero la causa dell'emancipazione sulla base del riconoscimento di un'identità particolare. Anche Marx giudicava possibile l'emancipazione degli ebrei in Prussia, ma soltanto se si fossero emancipati dalla religione, che genera sempre al suo interno contrasti e discriminazioni tra le varie confessioni: «La forma più rigida del contrasto tra l'ebreo e il cristiano è il contrasto religioso. Come si risolve un contrasto? Rendendolo impossibile. Come rendere impossibile un contrasto religioso? Eliminando la religione. Quando ebreo e cristiano riconosceranno che le reciproche religioni non sono altro che differenti stadi di sviluppo dello spirito umano, non sono altro che differenti pelli di serpente deposte dalla storia, e che l'uomo è il serpente che di esse si era rivestito, allora non si troveranno più in rapporto religioso, ma ormai soltanto in un rapporto critico, scientifico, umano».
Marx ritiene che la risposta di Bauer poggi su un equivoco in quanto questi pensa che l'emancipazione umana coincida con l'emancipazione politica, affermando che «noi rileviamo l'errore di Bauer nel fatto che egli sottopone a critica solo lo «Stato cristiano», non lo «Stato in sé», che non ricerca il rapporto tra l'emancipazione politica e l'emancipazione umana, e perciò pone condizioni che sono spiegabili soltanto con un'acritica confusione tra l'emancipazione politica e quella umana in generale». Invece per Marx esistono tre possibili emancipazioni: religiosa, politica e umana. Bauer si è fermato alle prime due forme mentre Marx ritiene fondamentale giungere alla terza. L'emancipazione politica non è ancora quella umana e a suffragio di questa tesi porta l'esempio degli Stati Uniti d'America in cui nonostante esista uno stato laico nella vita reale esistono differenze colossali nei comportamenti a seconda che siano rivolti a un protestante o a un ateo. Marx quindi ritiene che l'emancipazione politica non riguardi l'uomo reale o terreno, bensì un uomo astratto con pari diritti e dignità, celando invece le enormi sperequazioni esistenti realmente: «Il limite dell'emancipazione politica appare immediatamente nel fatto che lo Stato può liberarsi da un limite senza che l'uomo ne sia realmente libero, che lo Stato può essere un libero Stato senza che l'uomo sia un uomo libero [...] e la stragrande maggioranza non cessa di essere religiosa per il fatto di essere religiosa privatim. [...] Ma il comportamento dello Stato verso la religione, e particolarmente dello Stato libero, non è tuttavia altro che il comportamento degli uomini che formano lo Stato, verso la religione. Ne consegue che l'uomo per mezzo dello Stato, politicamente, si libera di un limite, innalzandosi oltre tale limite, in contrasto con sé stesso, in un modo astratto e limitato, in un modo parziale».
Lo Stato con le sue leggi riguardanti l'uomo (costruito sorvolando sugli elementi particolari per poter costruire un'universalità) scinde l'essere umano tra il cielo delle leggi, lo Stato politico e la terra, la realtà e la società civile. Sdoppia quindi la vita dell'uomo tra il citoyen, il cittadino soggetto politico con diritti e doveri; e il bourgeois, il borghese membro della società civile avente i propri interessi privati: «Il conflitto nel quale si trova l'uomo come seguace di una religione particolare, con sé stesso in quanto cittadino, con gli altri uomini in quanto membri della comunità, si riduce alla scissione mondana tra lo Stato politico e la società civile. La contraddizione nella quale si trova l'uomo religioso con l'uomo politico, è la medesima contraddizione nella quale si trova il bourgeois con il citoyen, nella quale si trova il membro della società civile con il suo travestimento politico». La critica di Marx si sposta così ai diritti dell'uomo, che sono il prodotto storico della rivoluzione americana e di quella francese e in essi quindi si cela una mistificazione. L'uomo, soggetto di questi diritti, non è altro che l'individuo privato della società civile e perciò caratterizzato da interessi particolari celati sotto una fasulla universalità: «Nessuno dei cosiddetti diritti dell'uomo oltrepassa dunque l'uomo egoistico, l'uomo in quanto è membro della società civile, cioè individuo ripiegato su se stesso, sul suo interesse privato e sul suo arbitrio privato, e isolato dalla comunità. Ben lungi dall'essere l'uomo inteso in essi come specie, la stessa vita della specie, la società, appare piuttosto come una cornice esterna agli individui, come limitazione della loro indipendenza originaria». Nella società borghese sussistendo questa scissione tra pubblico e privato l'uomo è quindi solo sulla carta e astrattamente membro dello Stato in quanto solo nella sfera giuridica e politica ogni uomo è uguale agli altri, non già nell'ambito reale della vita economica e sociale in cui tutti gli uomini sono diseguali. Quando l'uomo reale riassume in sé l'astratto citoyen nella sua vita empirica diventando membro della specie umana dove tutti gli uomini in quanto tali sono eguali soltanto allora l'emancipazione umana è compiuta. La società umana (non quale è, ma quale dovrebbe essere) è perciò ipotizzata da Marx come razionale, unitaria e priva di conflitti, tanto che in essa non è necessaria l'esistenza di diritto e di politica in quanto la libertà è in essa realizzata in un'unità organica di tutti gli individui («unità di società e di individuo»). L'egualitarismo e l'anti-liberalismo di Marx muovono dal presupposto di un «intransigente organicismo, che non lascia margini di autonomia all'individuo»..

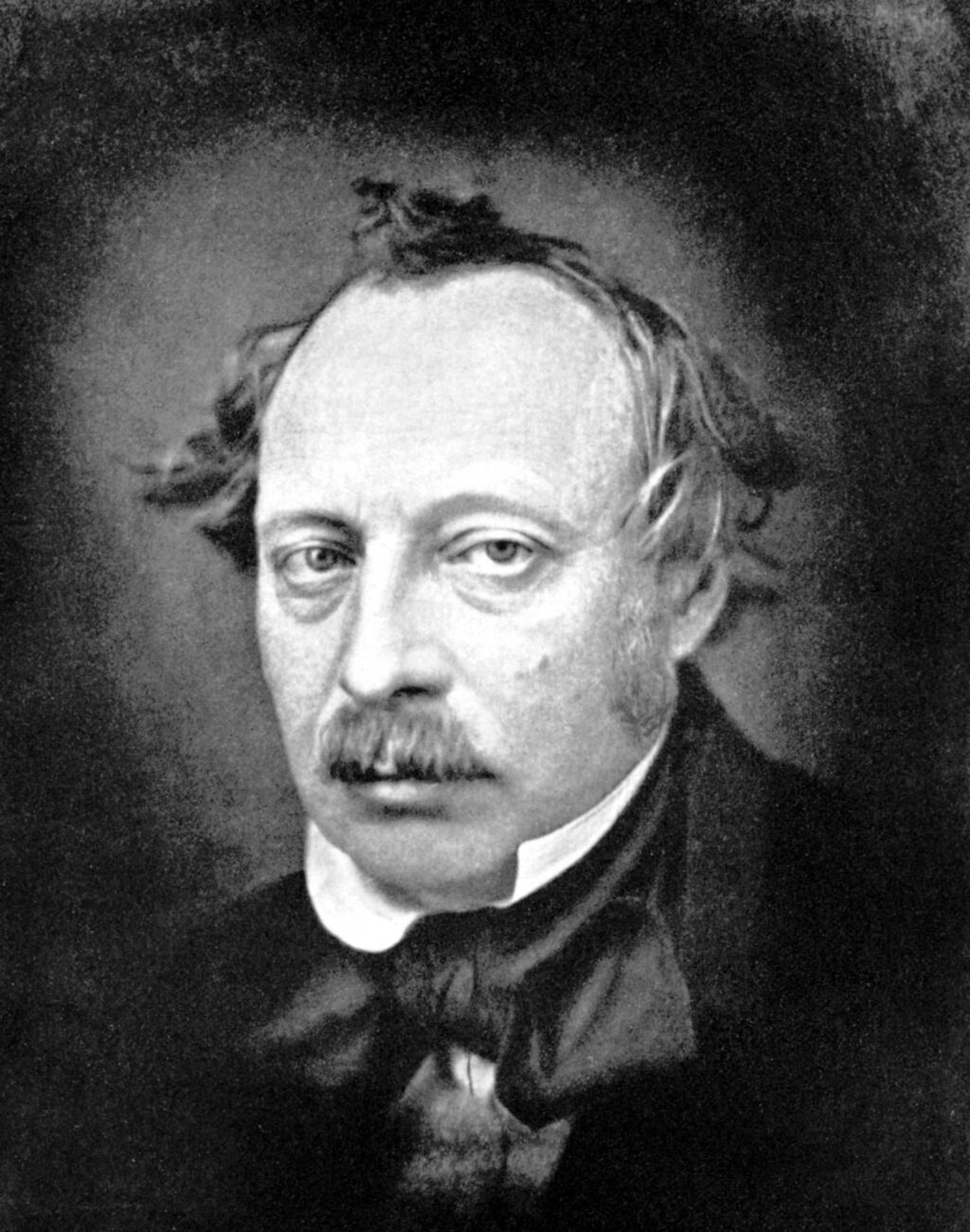
Arnold Ruge

Nel Vorwärts! (Avanti!), giornale degli emigrati tedeschi a Parigi, Arnold Ruge pubblica Il re di Prussia e la riforma sociale, riferendosi a Federico Guglielmo IV di Prussia e giudicando negativamente una sommossa di tessitori della Slesia nel giugno 1844 perché la considera senza prospettive politiche concrete. Marx risponde con l'articolo Osservazioni critiche a margine considerando l'insurrezione del proletariato slesiano il segno che anche nell'arretrata Germania maturino condizioni rivoluzionarie e rompe con Ruge, che accusa di intellettualismo estetizzante e di essere un rivoluzionario solo a parole.

### Critica alla filosofia del diritto di Hegel
In quest'opera scritta tra il 1842 e il 1843 (pubblicata solo nel 1927), nota anche con il titolo Per la critica della filosofia del diritto di Hegel, Marx si confronta con i Lineamenti di filosofia del diritto (1821), in cui Hegel aveva preso in considerazione, secondo la sua concezione dialettica, il diritto (Recht), inteso come diritto astratto, come primo momento (in sé) dello spirito oggettivo, che si rapporta con l'antitesi (per sé) della moralità (Moralität), cioè la morale formale di tipo kantiano.
Questa relazione, che si configura come opposizione, si risolve con la sintesi (in sé e per sé): la conciliazione è rappresentata dall'eticità (Sittlichkeit), unità vivente, cioè superamento e conservazione (Aufhebung) delle unilateralità del diritto e della moralità. L'eticità dunque si realizza dialetticamente in istituzioni storiche come la famiglia, la società civile e lo Stato. Quest'ultimo come sostanza etica sussume come sintesi gli altri momenti e l'individuo ha il compito di riconoscersi completamente in esso poiché solo nello Stato etico l'individuo acquista «realtà, verità ed oggettività». Pur apprezzando la distinzione hegeliana tra società civile e stato, Marx critica lo Stato hegeliano perché non è affatto etico in quanto in realtà è fondato sulla «religione della proprietà privata». Marx privilegia invece la società civile, che anche in Hegel aveva già un ruolo importante, come momento dell'antitesi e del negativo (per sé), rendendo possibile per la prima volta uno studio scientifico della società stessa, in cui, secondo Marx, agiscono le classi che originate dalla divisione fra possidenti e non possidenti sono in lotta tra loro.
Contro il conservatorismo di Hegel, che giustificava in Prussia la monarchia ereditaria, i grandi proprietari terrieri e il maggiorascato, Marx invece, influenzato dal concetto di volontà generale di Rousseau, prospetta una democrazia egualitaria fondata sul suffragio universale. In seguito, con la teorizzazione del proletariato come classe rivoluzionaria, Marx evolve e approfondisce questa posizione democratica egualitaria. Lo scopo ultimo di Marx non è costituito dal suffragio universale, ma dalla società comunista in una concezione rivoluzionaria. Con la dittatura del proletariato, il proletariato che diventa classe dominante, si ha l'abolizione graduale della proprietà privata e la nascita di una società senza classi, arrivando, infine, al superamento dello Stato e all'abolizione della moneta, prospettando l'abolizione del lavoro.

### Religione e Ludwig Feuerbach
(Karl Marx, Per la critica della filosofìa del diritto di Hegel- Introduzione)
L'introduzione alla Critica della filosofia hegeliana del diritto pubblico fu pubblicata sugli Annali franco-tedeschi durante il primo soggiorno parigino di Marx nel 1844. Avrebbe dovuto precedere un'opera che Marx aveva composto nel 1843, riguardante appunto la filosofia del diritto di Hegel, ma che non venne edita. Venne peraltro ritrovata solo nel 1927 da ricercatori sovietici in forma di manoscritto incompiuto.
In questa importante introduzione e in contrasto con Ludwig Feuerbach, che sosteneva che l'epoca in cui viveva segnava il tramonto della religione, Marx precisa che la critica della religione è la premessa di ogni altra critica e come nella religione coabitino un'istanza critica oltre che quella illusoria. Se per Feuerbach la religione è frutto della coscienza capovolta del mondo, per Marx ciò è dovuto al fatto che la società stessa sia un mondo capovolto. La religione è espressione e critica della miseria reale in cui l'uomo si trova, con la sua stessa presenza denuncia l'insopportabilità del reale per l'uomo, ma nello stesso tempo genera l'illusione del conseguimento della giustizia sociale nell'aldilà.
La religione è «il gemito della creatura oppressa, l'animo di un mondo senza cuore, così come è lo spirito d'una condizione di vita priva di spiritualità. Essa è l'oppio dei popoli», ottunde i sensi nel rapporto con la realtà, è un inganno che l'uomo perpetra a se stesso. Incapace di cogliere le motivazioni della propria condizione, l'uomo la considera come dato di fatto (causa del peccato originale), cercando consolazione e giustificazione nei cieli religiosi.
Una concreta liberazione dalla religione non si ha eliminando la religione stessa, come affermò Bruno Bauer, bensì cambiando le condizioni e i rapporti in cui l'uomo si trova degradato e privato della sua propria essenza.

### Proletariato
All'emancipazione politica portata avanti dalla borghesia liberale deve seguire l'emancipazione umana. Essa è raggiungibile attraverso una classe universale priva di interessi particolari, che avendo subito non un torto particolare, ma l'ingiustizia totale, non rivendica un solo diritto particolare, ma può emancipare se stessa e l'intera società.
Il soggetto dell'emancipazione umana è il proletariato, classe in cui l'essenza dell'uomo è andata completamente perduta e che per ciò stesso può riappropriarsene. Occorre rendere cosciente il proletariato che ha perso la sua essenza e quindi il suo scopo rivoluzionario. In questo modo la filosofia e la teoria diventano realizzabili praticamente e il proletariato diventa «il vero erede della filosofia classica tedesca».

### Manoscritti economico-filosofici del 1844
Stimolato dalla lettura dell'Abbozzo di una critica dell'economia politica di Friedrich Engels in cui si mostra come l'accumulazione capitalistica generi crisi economiche che acutizzano i conflitti sociali, Marx intraprende a Parigi lo studio degli economisti classici e dei loro critici (Pierre-Joseph Proudhon e Simondo Sismondi). Frutto di questo intenso periodo di studio sono i Manoscritti economici-filosofici del 1844, editi solo nel 1932.

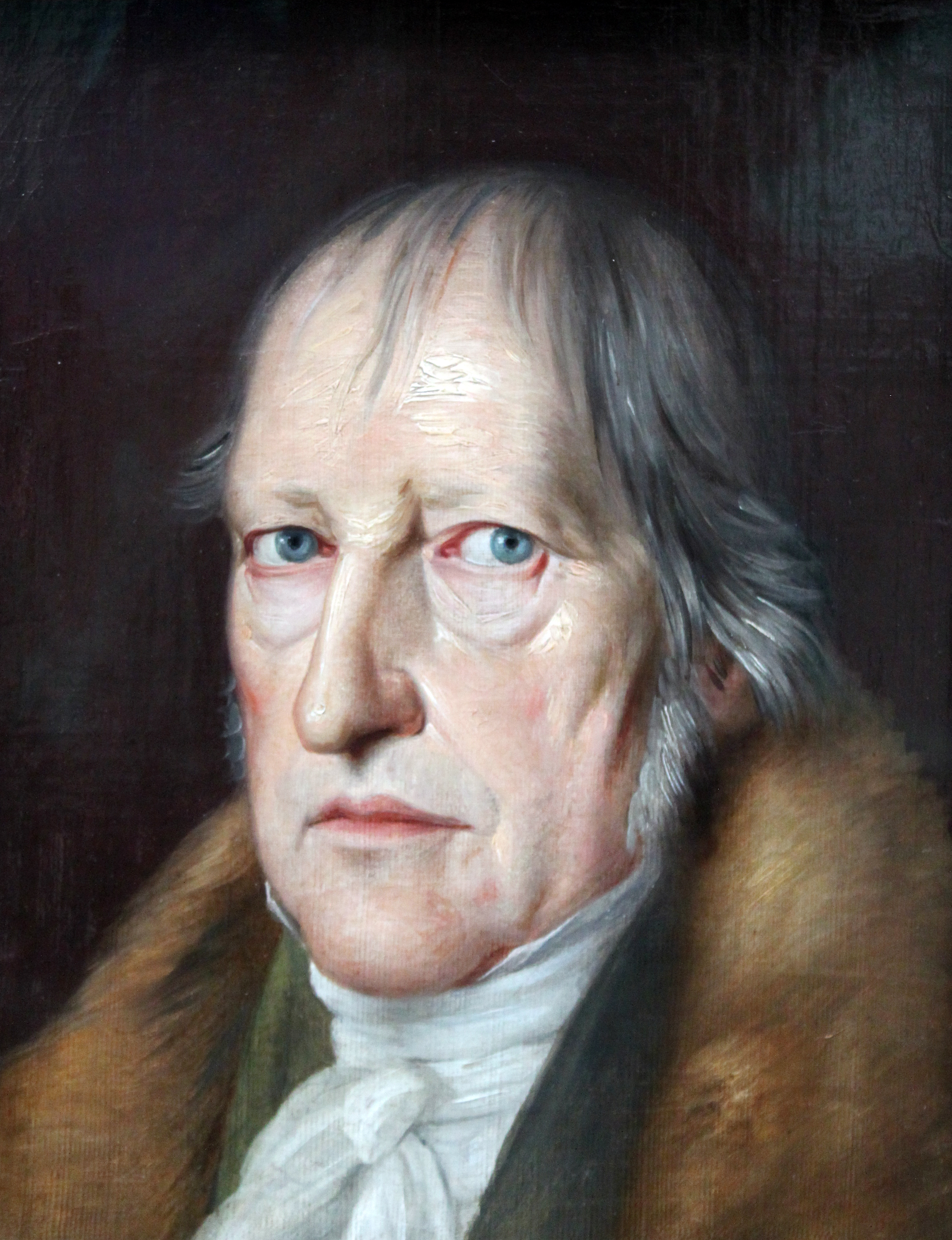
George W. F. Hegel

In una suggestiva analisi che utilizzando lo strumento della dialettica unisce la concretezza dell'indagine economica alla critica della falsificazione della stessa dialettica in chiave spiritualista operata da Hegel e dai suoi seguaci, Marx dà la prima definizione teoretica del comunismo come «la vera risoluzione dell'antagonismo fra esistenza ed essenza, tra oggettivazione e autoaffermazione, tra libertà e necessità, tra l'individuo e la specie». La società comunista è «l'unità essenziale [...] dell'uomo con la natura, la vera resurrezione della natura, il naturalismo compiuto dell'uomo e l'umanesimo compiuto della natura».
I Manoscritti sono costituiti da tre parti in base ai seguenti temi:
- la critica all'economia classica;
- la descrizione del comunismo; e
- la critica della dialettica hegeliana.

### Critica dell'economia classica e alienazione
Nella trattazione del primo tema indaga le leggi che regolano il mercato e l'industria e contrariamente a quanto sosteneva Adam Smith scrive che non vi era proprio nulla di armonico e naturale nei rapporti economici, bensì l'economia è terreno di conflitti da cui non si può astrarre (come fecero gli economisti classici considerandoli accidentali).
Marx contesta agli economisti classici di aver occultato e mascherato un certo modo di produzione, quello capitalista, con leggi ritenute naturali e immutabili ritenendo un dato di fatto l'esistenza della proprietà privata. Alla domanda, nonché titolo dell'opera, «Che cos'è la proprietà privata?» Proudhon aveva risposto «un furto».
Per Marx l'economia politica aveva trascurato il rapporto tra l'operaio, il suo lavoro e la produzione per celare l'alienazione, caratteristica del lavoro nella società industriale moderna. L'alienazione, termine che Marx recupera da Hegel, è il «diventare altro», il «cedere ad altri ciò che è proprio». Nella produzione capitalistica può assumere vari aspetti tra di essi legati in cui «l'operaio diviene tanto più povero quanto maggiore è la ricchezza che egli produce [...] . [L'operaio] diventa una merce tanto più vile quanto più grande la quantità di merce prodotta [e] viene a trovarsi rispetto all'oggetto del suo lavoro come a un oggetto estraneo [...]. [L]'alienazione dell'operaio nel suo prodotto significa non solo che il suo lavoro diventa un oggetto, qualcosa che esiste all’esterno, ma che esso esiste fuori di lui, indipendente da lui, a lui estraneo, e diviene di fronte a lui una potenza per sé stante; significa che la vita che egli ha dato all'oggetto gli si contrappone ostile ed estranea».

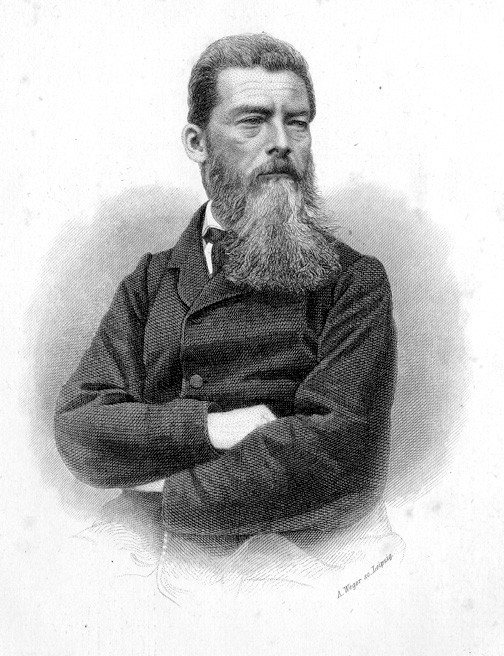
Ludwig Feuerbach

- L'alienazione riguarda l'operaio e il prodotto del suo lavoro. Tale prodotto del suo lavoro non gli appartiene ma appartiene al capitalista, gli è estraneo.
- L'attività produttiva non è il soddisfacimento di un bisogno, ma un mezzo per soddisfare dei bisogni estranei al lavoro stesso. Infatti il lavoro non appartiene al lavoratore, ma appartiene a un altro e dunque egli lavorando non appartiene a sé, ma a un altro. L'operaio così si estrania da sé e non considera il lavoro come parte della sua vita reale (che si svolge fuori dalla fabbrica).
- L'operaio perde la sua essenza generica, cioè ciò che contrassegna l'essenza dell'uomo. Per uomo Marx intende l'essere che si realizza storicamente nel genere di cui fa parte. Caratteristica del genere umano è il lavoro, che lo differenzia dall'animale e gli consente di istituire un rapporto con la natura attraverso cui si appropria della natura stessa.[56]
- Il lavoro in fabbrica viene ridotto a mera sopravvivenza individuale, non è quindi espressione positiva della natura umana. In fabbrica si perde la dimensione di comunità. Si parla così di alienazione della sua essenza sociale.

L'operaio così si sente un uomo soltanto nelle sue funzioni animali (mangiare, bere, procreare e così via) mentre si sente un animale nel lavoro, cioè in quella che dovrebbe essere un'attività tipicamente umana. L'unità organica dell'umanità, che si realizza nell'attività e nei rapporti sociali, è frantumata dalla proprietà privata, la quale separa l'uomo dalle sue attività e dai prodotti di esse.
Tanto Hegel quanto gli economisti classici hanno visto il lavoro come elemento costitutivo dell'essenza umana. Gli economisti però videro nel lavoro il solo lato positivo, accettandolo come un qualcosa di naturale esente da mutamenti storici. Hegel aveva quindi colto il carattere storico del lavoro in quanto lo spirito è autoproduzione (tramite la perdita e la riappropriazione) di sé stesso così come l'uomo è frutto del proprio lavoro. L'unica pecca è stato limitare questo processo al pensiero all'autocoscienza. L'alienazione o oggettivazione, anche se riconosciuti come sviluppo del soggetto, vengono ridotti a un processo spirituale in cui il pensiero (il soggetto) di fronte a un oggetto altro da sé si oggettiva, cioè si perde in esso, così che la disalienazione non è che un disoggettivarsi del soggetto dal mondo esterno per tornare in sé stesso (pensiero).
Marx quindi recupera, secondo l'insegnamento di Ludwig Feuerbach, la corporeità e la sensibilità come aspetto essenziale, come elemento primo ineliminabile dell'uomo. L'uomo è un essere naturale e non c'è negatività che vada superata nel suo oggettivarsi nella natura, ma è anche un essere storico in quanto capace di rimuovere l'alienazione (oggettivazione) recuperando la sua essenza generica che si basa sul rapporto con l'oggettività, cioè l'appropriazione della natura in collaborazione con gli altri uomini.

### Comunismo
Se la proprietà privata è quindi l'espressione della vita umana alienata, la soppressione di essa e dei rapporti sociali che la generano e la tutelano non è che la soppressione di qualsiasi alienazione. Il comunismo è l'eliminazione dell'alienazione, quindi della proprietà privata, operazione che coincide con il recupero di tutte le facoltà umane e la liberazione dell'essenza umana. A differenza delle forme che Marx definisce di comunismo rozzo o utopista, esso è l'esito verso cui procede lo sviluppo storico.

### Denaro
Nei manoscritti Marx ha lasciato anche un'acuta analisi della forza sovvertitrice del denaro. Infatti nella società che ha a sua base la proprietà privata «il denaro è il potere alienato dell'umanità. Quello che non posso come uomo e quindi quello che le mie forze individuali non possono, lo posso mediante il denaro. Dunque il denaro fa di ognuna di queste forze essenziali qualcosa che essa in sé non è, cioè ne fa il suo contrario».
Il denaro soddisfa i desideri e li traduce in realtà, realizza ciò che è immaginato, ma al contrario trasforma anche la realtà in rappresentazione: «Se ho vocazione allo studio, ma non ho denaro per realizzarla [...] non ho nessuna vocazione efficace, nessuna vocazione vera. Al contrario, se non ho realmente nessuna vocazione, ma ho volontà e denaro, ho una vocazione efficace. [...] [I]l denaro è dunque l'universale rovesciamento delle individualità che capovolge nel loro contrario[,] muta la fedeltà in infedeltà, l'amore in odio, l'odio in amore, la virtù in vizio, il vizio in virtù [ed] è l'universale confusione e inversione di tutte le cose».
Il denaro si incarna nel suo possessore: «Quanto grande è il potere del denaro, tanto grande è il mio potere. [...] Ciò che io sono e posso, non è quindi affatto determinato dalla mia individualità. Io sono brutto, ma posso comprarmi la più bella tra le donne. E quindi io non sono brutto, perché l’effetto della bruttezza, la sua forza repulsiva, è annullata dal denaro. Io, considerato come individuo, sono storpio, ma il denaro mi procura ventiquattro gambe; quindi non sono storpio. [...] Io sono un uomo malvagio, disonesto, stupido; ma il denaro è onorato, e quindi anche il suo possessore. Il denaro è il bene supremo, e quindi il suo possessore è buono; il denaro inoltre mi toglie la pena di essere disonesto; e quindi si presume che io sia onesto. Io sono uno stupido, ma il denaro è la vera intelligenza di tutte le cose; e allora come potrebbe essere stupido chi la possiede? [...] [C]ostui [lo stupido ricco] potrà sempre comprarsi le persone intelligenti, e chi ha potere sulle persone intelligenti non è più intelligente delle persone intelligenti?».
Il denaro trasforma ogni umana fallacia nel suo esatto contrario. Il denaro è dunque una «potenza sovvertitrice. [...] [C]onfonde e inverte ogni cosa, è la universale confusione e inversione di tutte le cose, e quindi il mondo rovesciato, la confusione e l'inversione di tutte le qualità naturali ed umane. Il denaro muta la fedeltà in infedeltà, l'amore in odio, l'odio in amore, la virtù in vizio, il vizio in virtù, il servo in padrone, il padrone in servo, la stupidità in intelligenza, l'intelligenza in stupidità».
Senza la necessità sociale del denaro, cioè senza la proprietà privata, Marx scrive:
L'analisi marxiana sul denaro si conclude infine con un auspicio che suona enfaticamente quasi come un richiamo mistico se non si consideri che in questa occasione Marx si rivolge all'essenza e alla definizione universale dell'uomo, non alla sua esistente materialità: «La proprietà privata ci ha resi ottusi e unilaterali. [...] L'essenza umana dovrà essere ricondotta a un’assoluta povertà per comprendere e trarre da sé la sua ricchezza interna, intima».

### Alienazione religiosa
Marx riprende inoltre l'interpretazione di Feuerbach dell'alienazione religiosa che egli tuttavia estende all'ambito economico, individuato come fondamento di tutte le alienazioni umane: 
Marx sembra essere anche prossimo al distacco da Feuerbach e alla fondazione del materialismo storico laddove scrive che «la religione, la famiglia, lo Stato, il diritto, la morale, l'arte non sono che modi particolari della produzione». Anche la filosofia della prassi sembra essere anticipata, quando asserisce che «la soluzione delle opposizioni teoretiche [è] possibile solo in maniera pratica [e] non [è] solo un compito teoretico, ma un compito reale».
Grazie ai rapporti della polizia prussiana sappiamo come nell'estate del 1844 frequentasse i circoli degli operai e degli artigiani parigini e i socialisti Pierre-Joseph Proudhon, Louis Blanc e l'anarchico russo Michail Bakunin. Il governo prussiano ne chiede l'espulsione dalla Francia e Marx, con la moglie e la piccola figlia Jenny, il 5 febbraio 1845 si stabilisce a Bruxelles, dove è accolto a condizione che non pubblichi alcuno scritto politico.

### Natura
Una concezione della natura che esula dal panorama filosofico dell'Ottocento è quella che Marx espone ne I manoscritti economico-filosofici del 1844. A seguito di quest'opera la tematica dell'alienazione viene intesa in un senso più profondo e non più semplicemente politico. Marx stabilisce una connessione tra ciò che rappresenta l'essenza dell'uomo, l'attività in cui l'uomo esprime tutto se stesso (spirito e corpo): il lavoro, che al di fuori di ogni separazione tra teoria e prassi si identifica con l'oggetto lavorato, il quale a sua volta non è altro che l'oggetto naturale che l'uomo appunto modifica. La natura stessa quindi è il risultato dell'attività umana.

Questa connessione tra uomo-lavoro-oggetto lavorato-natura viene fatta saltare dall'alienazione che espropria il lavoratore non solo del prodotto del lavoro, ma anche dell'atto della produzione. Come effetto del lavoro alienato l'uomo restringe la propria umanità alla sfera dei bisogni bestiali, si trasforma in una merce e subisce le conseguenze dello sconvolgimento del rapporto uomo e natura. L'uomo è un ente che si pone consapevolmente in rapporto di continuità con la natura in quanto vive della natura e nella sua attività produttiva la natura gli si manifesta come opera dell'uomo. Quando gli viene sottratto con l'alienazione l'oggetto del lavoro anche la natura gli viene sottratta. La natura, cioè da corpo inorganico dell'uomo, amica benigna quando soddisfaceva i bisogni sociali dell'uomo, diviene mezzo di produzione subordinato al bisogno individuale. La vita umana che era inserita in una natura amica e non estranea (la vita del genere) quando diventa un mezzo per il soddisfacimento di egoistici bisogni individuali si trasforma in una forza nemica estranea: 
[XXIII] Ed ora consideriamo più da vicino l'oggettivazione, la produzione dell'operaio, e in essa l'estraniazione, la perdita dell'oggetto, del suo prodotto.
L'operaio non può produrre nulla senza la natura, senza il mondo esterno sensibile. Questa è la materia su cui si realizza il suo lavoro, su cui il suo lavoro agisce, dal quale e per mezzo del quale esso produce.
Ma come la natura fornisce al lavoro i mezzi di sussistenza, nel senso che il lavoro non può sussistere senza oggetti su cui applicarsi; così essa, d'altra parte, fornisce pure i mezzi di sussistenza in senso più stretto, cioè i mezzi per il sostentamento fisico dello stesso operaio. Quindi quanto più l'operaio si appropria col proprio lavoro del mondo esterno, della natura sensibile, tanto più egli si priva dei mezzi di sussistenza nella seguente duplice direzione: prima di tutto, per il fatto che il mondo esterno cessa sempre più di essere un oggetto appartenente al suo lavoro, un mezzo di sussistenza del suo lavoro, e poi per il fatto che lo stesso mondo esterno cessa sempre più di essere un mezzo di sussistenza nel senso immediato, cioè un mezzo per il suo sostentamento fisico.»

#### Periodo di Bruxelles

##### Rovesciamento della filosofia hegeliana e materialismo storico

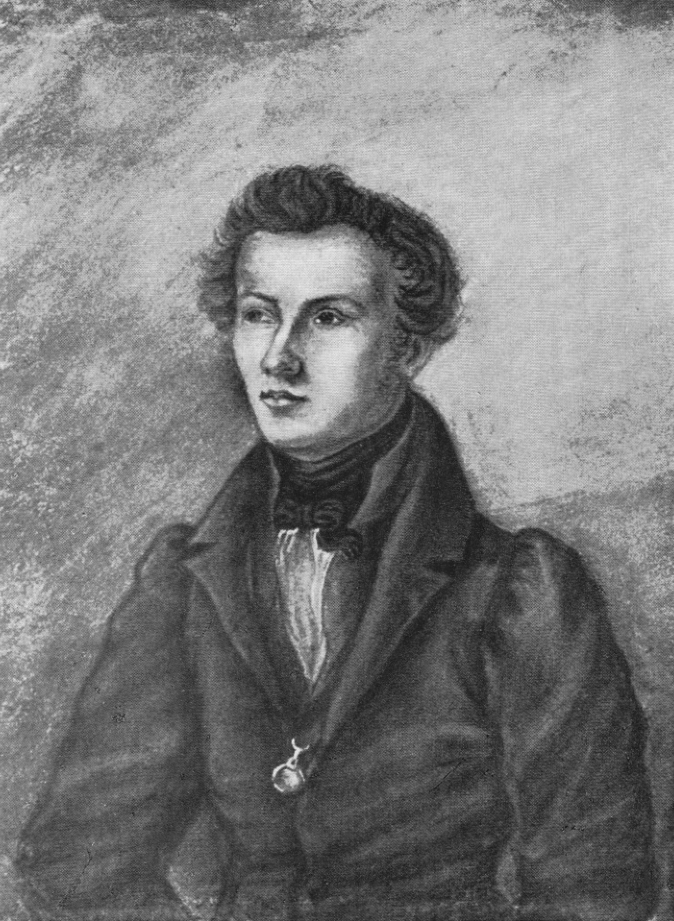
Bruno Bauer

Il periodo di Bruxelles è fecondo di studi teorici. Già nel settembre del 1844 aveva scritto insieme con Engels La sacra famiglia, pubblicata nel 1845, una satira di quegli hegeliani di sinistra, come Bruno Bauer e altri, i quali si illudevano di trasformare la società limitandosi alla critica. In quest'opera Marx e Engels fanno propria la concezione dell'umanesimo reale di Feuerbach, come confermò lo stesso Marx più di vent'anni dopo, scrivendo a Engels che quello scritto gli sembrava ancora buono, «quantunque il culto di Feuerbach faccia ora un'impressione molto umoristica».
In essa viene mostrata e messa in ridicolo la genesi dell'astrazione della realtà sensibile, la mistificazione della realtà prodotta dall'hegelismo:

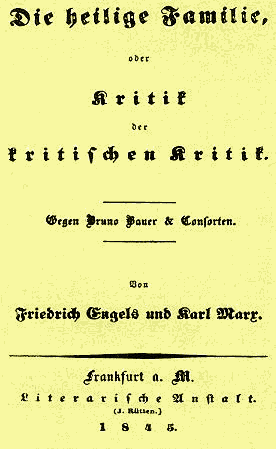
La sacra famiglia

Mentre l'uomo comune sa di non dire nulla di straordinario dicendo che ci sono mele e pere, «il filosofo [hegeliano, speculativo], quando esprime queste esistenze in modo speculativo, ha detto qualche cosa di straordinario. Egli ha compiuto un miracolo, ha prodotto, dall'essere intellettuale irreale «il frutto», gli esseri naturali reali, la mela, la pera, ecc.; cioè, dal suo proprio intelletto astratto, che egli si rappresenta come un soggetto assoluto esistente fuori di sé, che egli si rappresenta qui come «il frutto», ha creato queste frutta, ed in ogni esistenza che esprime, egli compie un atto creativo [e] dichiara la sua propria attività, mediante la quale egli passa dalla rappresentazione mela alla rappresentazione pera, essere l'autoattività del soggetto assoluto, «del frutto». Questa operazione si chiama, con espressione speculativa: concepire la sostanza come soggetto, come processo interno, come persona assoluta, e questo concepire forma il carattere essenziale del metodo hegeliano».
In polemica con Bauer e i suoi seguaci (che vedevano nel romanticismo l'esito obbligato dell'illuminismo), Marx ricostruisce la genesi del moderno materialismo filosofico, riconoscendo in esso il precursore sia della moderna scienza naturale sia del socialismo e del comunismo. Nei confronti della Rivoluzione francese Marx manifesta invece in quest'opera un atteggiamento piuttosto critico. Secondo Marx i giacobini francesi hanno senza volerlo istituito un nuovo tipo di schiavitù da parte della borghesia: «Robespierre, Saint-Just ed il loro partito sono caduti perché hanno scambiato la comunità antica, realisticamente democratica, che poggiava sul fondamento della schiavitù reale, con lo Stato moderno rappresentativo, spiritualmente democratico, che poggia sulla schiavitù emancipata, sulla società civile. Che colossale illusione essere costretti a riconoscere e sanzionare nei diritti dell'uomo la società civile moderna, la società dell'industria, della concorrenza generale, degli interessi privati perseguenti liberamente i loro fini, dell'anarchia, dell'individualità naturale e spirituale alienata a se stessa».

##### Tesi su Feuerbach
Se ancora nei Manoscritti economico-filosofici del 1844 Feuerbach era «il solo che sia in un rapporto serio e critico con la dialettica hegeliana, che abbia fatto vere scoperte in questo campo e che sia il vero vincitore della vecchia filosofia», già nella primavera del 1845 Marx aveva scritto poche righe su un quaderno ritrovato da Engels dopo la sua morte e pubblicato nel 1888 col titolo di Tesi su Feuerbach.
In esse Marx indica che se Feuerbach aveva smascherato il mondo rovesciato della religione ritrovando l'essenza alienata dell'uomo, egli non aveva colto il carattere storico dell'uomo stesso, né che la religione è frutto di condizioni storiche che la rendono possibile. Feuerbach concepisce l'uomo come ente dotato di sensibilità e corporeità, quindi segnato dalla passività e inserito in un mondo già costituito. Marx alla passività oppone la prassi, cioè attività trasformatrice della natura e il mondo diventa prodotto dell'attività umana, come già accennato nei Manoscritti economico-filosofici del 1844.
Nelle Tesi espone l'idea dell'uomo come ente pratico, scrivendo che «nella prassi deve provare la verità, cioè la realtà e il potere, il carattere immanente del suo pensiero. La disputa sulla realtà o non realtà del pensiero - isolato dalla prassi - è una questione meramente scolastica». Questa è la risposta alla concezione di Feuerbach e di ogni materialismo volgare per il quale la realtà esterna è sempre e soltanto qualcosa che sta di fronte all'uomo senza tener conto che essa è un prodotto dell'attività umana perché la prassi è essenzialmente oggettiva e volta all'esterno.
Come tutti i filosofi prima di lui, Feurbach si era posto il problema della verità del pensiero, ma il pensiero non può verificare se stesso astrattamente, occorre che sia l'attività pratica volta allo scopo a verificare la verità delle idee. È questo il difetto di tutta la filosofia e non solo di Feuerbach, ovvero quello di essersi limitata a cercare di conoscere la realtà, a interpretare il mondo, «ma si tratta di trasformarlo».

##### L'ideologia tedesca

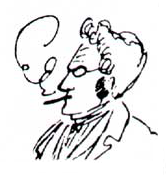
Caricatura di Max Stirner disegnata a matita da Engels

Marx e Engels ne L'ideologia tedesca portano un attacco alla filosofia tedesca del tempo rappresentata da Ludwig Feuerbach, l'esponente più avanzato del panorama filosofico tedesco, da Bruno Bauer e Max Stirner.
Gran parte del libro è dedicata alla critica, volutamente sarcastica e sprezzante, dell'opera principale di Max Stirner, L'Unico e la sua proprietà, inizialmente salutata con un certo favore da Engels, ma individuata come un pericolo da Marx. Del resto Stirner, deciso individualista e egoista, nonché ateo conseguente, non aveva risparmiato le critiche a quella «società degli straccioni» a cui avrebbe portato secondo lui la rivoluzione comunista.
L'opera fu pubblicata solo nel 1932 perché dopo l'avvenuta impossibilità di pubblicazione il manoscritto fu abbandonato «alla critica roditrice dei topi» dai due autori, i quali avendo chiarito a sé stessi i fondamenti teorici del nuovo materialismo erano decisi ad affrontare i problemi più urgenti e politicamente più rilevanti della critica dell'economia e del diretto impegno nell'attività politica.

###### Materialismo storico
Nell'opera è contenuta la prima formulazione organica della concezione materialistica della storia.
Marx e Engels vi esprimono l'esigenza di un sapere che sia prodotto immediatamente dalla realtà concreta e positiva, empirica e verificabile e che non discenda invece da un presupposto e idealistico «Spirito assoluto» che deduce speculativamente i vari aspetti della realtà secondo un non dimostrato e indimostrabile sviluppo di questo stesso presunto Spirito.
Marx e Engels intendono muovere da «presupposti reali, dai quali si può astrarre solo nell'immaginazione. Essi sono gli individui reali, la loro azione e le loro condizioni materiali di vita, tanto quelle che essi hanno trovato già esistenti, quanto quelle prodotte dalla loro stessa azione. Questi presupposti sono dunque constatabili per via puramente empirica».

###### Rapporti tra gli uomini e con la natura
Poiché gli esseri umani non vivono isolati in sopramondi, ma in reali comunità e nell'immediato contatto con la natura, occorre analizzare tanto i rapporti che essi istituiscono fra di loro, la loro organizzazione sociale, quanto quelli istituiti con la natura, ossia il modo con il quale essi si appropriano della natura e la trasformano.
Riguardo al primo punto occorre premettere che il termine comunità (Gemeinwesen) in Marx ha un significato più pregnante di quello riconducibile alla concezione borghese capitalistica della comunità nazionale e statale, la società (Gesellschaft) cioè dove l'esistenza del singolo è strettamente connessa a quella di tutti gli altri al punto che la vita del singolo «anche nelle sue manifestazioni più individuali è divenuta l'esistere stesso della comunità».

La vera comunità è invece quella fondata sulla comune essenza umana dove l'uomo è libero da vincoli e limitazioni. La società capitalista e statalista ha invece causato la scissione tra l'uomo e il cittadino: 

Dall'alienazione dell'individuo rispetto alla sua comunità umana si originano i primi segni delle rivoluzioni: 
Nella società capitalista che ha privatizzato il mondo l'individuo, ridotto a monade, deve recuperare sé stesso opponendosi alla comunità (Gesellschaft), fondata sul principio del capitale-mercato-moneta dove predomina l'egoismo e la lotta della concorrenza, per recuperare il senso di appartenenza alla comunità umana (Gemeinwesen).
I rapporti tra gli uomini e quelli con la natura non sono scindibili. Poiché gli uomini non sono nemmeno puro spirito, essi devono produrre i propri mezzi di sussistenza con i quali «producono indirettamente la loro stessa vita materiale» e poiché i mezzi di sussistenza si producono sempre in un qualche modo determinato, quel modo di produrre è già «un modo determinato di estrinsecare la loro vita, un modo di vita determinato [...] . Come gli uomini esternano la loro vita, così essi sono. Ciò che essi sono coincide immediatamente con la loro produzione, tanto con ciò che producono, quanto col modo come producono. Ciò che gli individui sono dipende dunque dalle condizioni materiali della loro produzione».

###### Produzione base della storia umana
Il modo di produzione è storicamente determinato da un particolare sviluppo delle forze produttive, è il risultato di determinate conoscenze scientifiche e della tecnologia connessa, ma è anche il prodotto di relazioni che si sono storicamente determinate fra gli stessi uomini, è il risultato di una particolare organizzazione sociale e insieme è un elemento che condiziona la forma e lo sviluppo di quelle relazioni sociali.
La produzione è la base reale della storia umana: «Finora tutta la concezione della storia ha puramente e semplicemente ignorato questa base reale della storia, oppure l'ha considerata come un semplice fatto marginale, privo di qualsiasi legame con il corso storico. Per questa ragione si è sempre costretti a scrivere la storia secondo un metro che ne sta al di fuori; la produzione reale della vita appare come qualcosa di preistorico, mentre ciò che è storico [...] appare come extra- e sovra-mondano. Il rapporto dell'uomo con la natura è quindi escluso dalla storia, e con ciò è creato l'antagonismo tra natura e storia».
Neanche il materialismo di Ludwig Feuerbach è in grado di cogliere i reali rapporti esistenti tra gli uomini poiché egli concepisce l'uomo come essere naturale, ma non vede che il rapporto dell'uomo con la natura è anche un rapporto dell'uomo con gli altri uomini, è un rapporto sociale.

###### Forme della proprietà nella storia
Ne L'ideologia tedesca è delineato un excursus storiografico che a grandi linee dà conto dello sviluppo delle forme sociali succedutesi nel corso della storia umana.
La crescita demografica e la soddisfazione dei bisogni primari genera nuovi bisogni i quali richiedono una maggior divisione del lavoro. La divisione del lavoro è un fenomeno storico, quindi dinamico, che ha assunto varie forme tra cui la divisione tra città (industria e commercio) e campagne (agricoltura). Con il mutare della divisione del lavoro sono mutate anche le forme della proprietà:
- proprietà tribale, fondata sulla raccolta dei prodotti della terra, sulla caccia, la pesca e più tardi sulla pastorizia e ancora in seguito sull'agricoltura. La divisione del lavoro è poco sviluppata e alla fine appare la schiavitù, prodotta dalle guerre con le altre tribù;
- proprietà della comunità antica in cui ormai si è formato lo Stato e la differenziazione del lavoro appare come antagonismo tra città e campagne, con gli schiavi che forniscono la forza produttiva di cui fanno uso i loro proprietari. Si sviluppano le proprietà mobiliari, immobiliari e il commercio;
- proprietà feudale in cui domina l'agricoltura e la società è organizzata gerarchicamente per cui iniziano a formarsi le prime forme di capitale; e
- proprietà del modo di produzione capitalistico in cui si sviluppa il capitale, il lavoro salariato, la proprietà mobiliare e immobiliare, l'industria, il commercio e la finanza. La natura acquista così dinamicità in quanto essa è legata inscindibilmente con i processi dell'industria e i rapporti umani. La storia umana non è più la storia dell'essenza umana generale, ma lo sviluppo delle forme di produzione e dell'organizzazione sociale.

###### Struttura e sovrastruttura
Se i modi di produzione non racchiudono l'intera vita sociale, di sicuro ne determinano le istituzioni e i rapporti sociali e politici. La coscienza non determina più la realtà, ma è la realtà a determinare la coscienza. Marx fa due distinzioni:
- «struttura», i modi di produzione, l'organizzazione economica e sociale; e
- «sovrastruttura», la produzione delle idee e della cultura.

Quindi la realtà strutturale condiziona inevitabilmente la sovrastruttura (religione, filosofia, politica, diritto e così via). Secondo Marx la divisione del lavoro tra lavoro manuale e lavoro intellettuale ha senz'altro contribuito a sviluppare una fittizia autonomia della sovrastruttura, cioè l’ideologia.

###### Critica dell'ideologia
L'ideologia non indica più, come per ideologi e illuministi, lo studio delle sensazioni e l'origine delle idee. Per Marx essa indica la funzione che religione, filosofia e produzioni culturali in genere possono avere nel giustificare la situazione esistente: «Le idee della classe dominante sono in ogni epoca le idee dominanti; cioè, la classe che è la potenza dominante della società è in pari tempo la sua potenza spirituale dominante [...] . Le idee dominanti non sono altro che l'espressione ideale dei rapporti materiali dominanti, sono i rapporti materiali dominanti presi come idee». Per comprendere il processo storico, più che prestare attenzione alle idee e alla cultura occorre indagare i modi in cui si produce la vita materiale. Per Marx e Engels la concezione materialistica della storia pone il socialismo su basi scientifiche poiché analizza il processo storico e le condizioni reali che gli apriranno la strada.

##### Fondazione della Lega dei Comunisti eManifesto del Partito Comunista

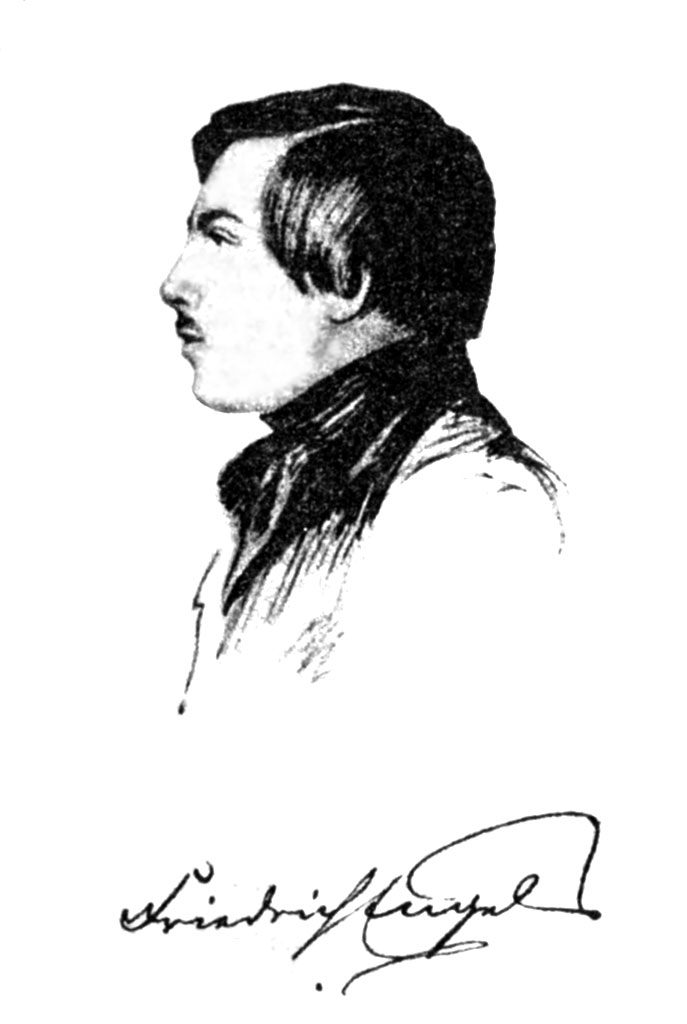
Il giovane Engels

Nell'estate del 1845 Marx e Engels entrano in rapporto a Londra con l'Associazione dei lavoratori tedeschi, emanazione legale inglese della clandestina Lega dei Giusti, società internazionale che raccoglieva adesioni soprattutto fra gli emigrati politici tedeschi. Teorico della Lega era allora Wilhelm Weitling, un sarto tedesco, autore nel 1842 delle Garanzie dell'armonia e della libertà, conosciute e apprezzate da Marx, non per il contenuto teorico, un misto di comunismo primitivo e di messianismo paleocristiano, quanto per la manifestata necessità di una organizzazione e di una conseguente azione rivoluzionaria. Per Weitling il popolo era già pronto per una società comunista, a creare la quale bastava l'azione decisa di un pugno di rivoluzionari.
Nell'autunno del 1845, convinto della necessità di superare tanto le teorie utopistiche che i moti avventurosi, Marx propone la costituzione di Comitati di corrispondenza che mettano in contatto le diverse associazioni comuniste internazionali, in particolare tra Francia, Germania e Regno Unito, per definire teorie condivise e azioni rivoluzionarie comuni.

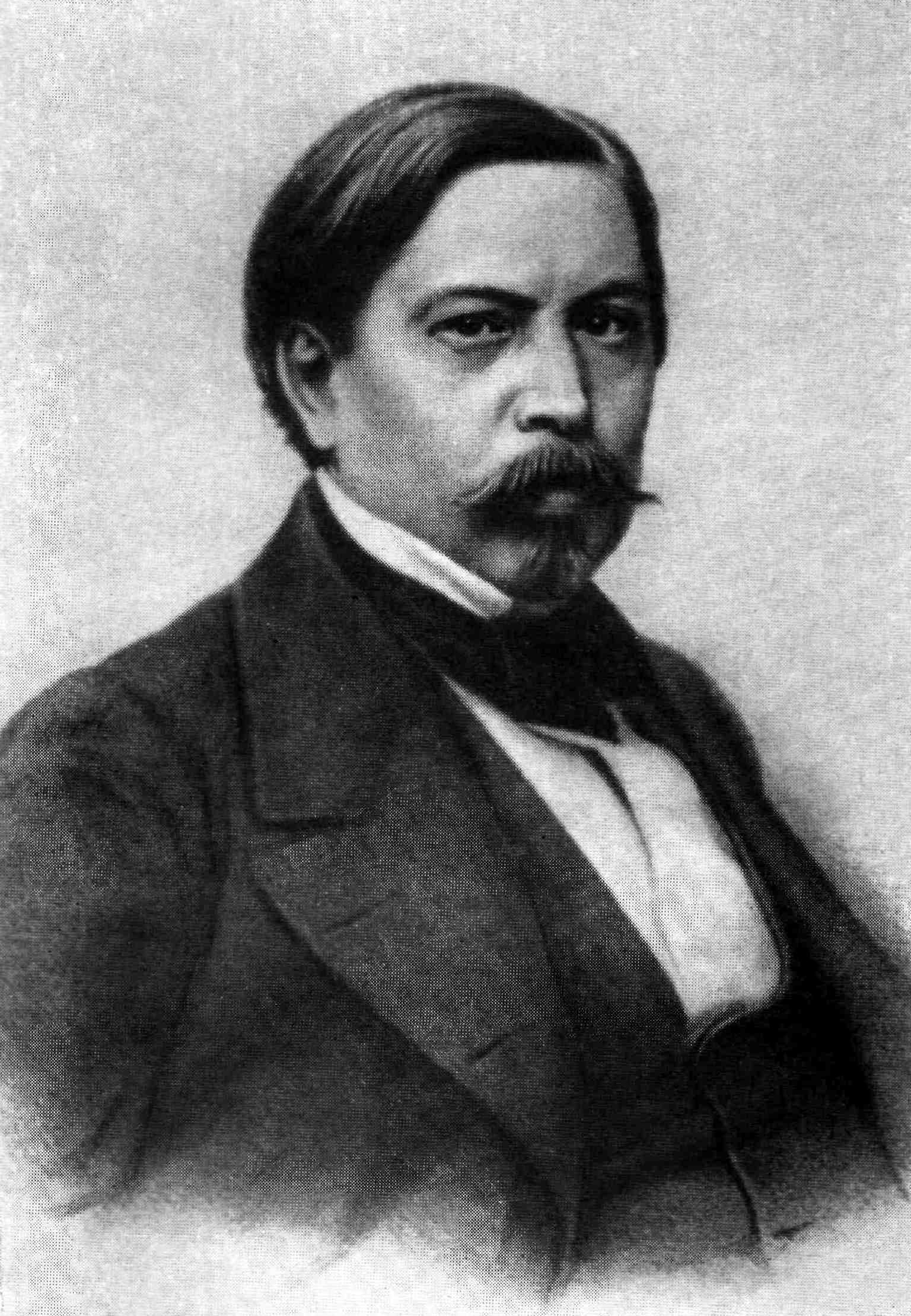
Pavel Vasil'evič Annenkov

Il 30 marzo 1846 a Bruxelles si tiene una riunione alla quale sono presenti Marx, Engels, Weitling, il belga Philippe Gigot, i tedeschi Edgar von Westphalen, cognato di Marx, Joseph Weydemeyer, Sebastian Seiler e il russo Pavel Vasil'evič Annenkov che scrive una relazione della seduta: «Weitling parlò per primo, ripetendo tutti i luoghi comuni della retorica liberale e avrebbe senza dubbio parlato più a lungo se Marx non l'avesse interrotto, la fronte aggrottata per la collera. Nella parte essenziale della sua risposta sarcastica, Marx dichiarò che sollevando il popolo senza fondarne in pari tempo l'attività su basi solide, lo si ingannava. Far nascere speranze fantastiche non portava alla salvezza ma piuttosto alla perdita di quelli che soffrivano; rivolgersi agli operai, e soprattutto agli operai tedeschi, senza avere idee strettamente scientifiche e una dottrina concreta, significava trasformare la propaganda in un gioco privo di senso, peggio, senza scrupoli. Weitling replicò che con la critica astratta non si sarebbe potuto ottenere nulla di buono e accusò Marx di non essere altro che un intellettuale borghese lontano dalle miserie del mondo. A queste ultime parole Marx, assolutamente furioso, diede un pugno sulla tavola così forte che il lume ne tremò, e, alzatosi di scatto, gridò: «Fino ad ora l'ignoranza non ha mai servito a nessuno!» Seguendo il suo esempio ci alzammo anche noi. La conferenza era finita, e mentre Marx, eccitato da una collera insolita, andava su e giù per la stanza, io mi accomiatai da lui e dagli altri e ritornai a casa, molto stupito per ciò che avevo visto e udito».
Aderisce alla Associazione democratica di Bruxelles divenendone vicepresidente e insieme con Engels fonda un Circolo di studi dei lavoratori tedeschi di Bruxelles tenendovi conferenze, poi raccolte nell'opera Lavoro salariato e capitale.
Nel novembre 1846 il comitato direttivo chiede a Marx e a Engels di aderire alla Lega, della quale entrano a far parte ufficialmente nel febbraio 1847. Il 1º giugno 1847 nel congresso londinese la Lega dei Giusti assume il nome di Lega dei Comunisti, mutando il motto «Tutti gli uomini sono fratelli» in quello di «Proletari di tutto il mondo unitevi», proposto da Marx e divenendo di fatto il primo partito operaio moderno, il cui statuto al primo articolo affermava:
(Statuto della Lega dei Comunisti, articolo 1)
Nel secondo congresso di Londra nel novembre 1847 si decide di affidare a Marx e a Engels la redazione del programma del partito, che col titolo di Manifesto del Partito Comunista appare nel 1848, poco prima della rivoluzione parigina del 23 febbraio 1848, venendo successivamente tradotto in tutte le lingue europee.

##### Miseria della filosofia

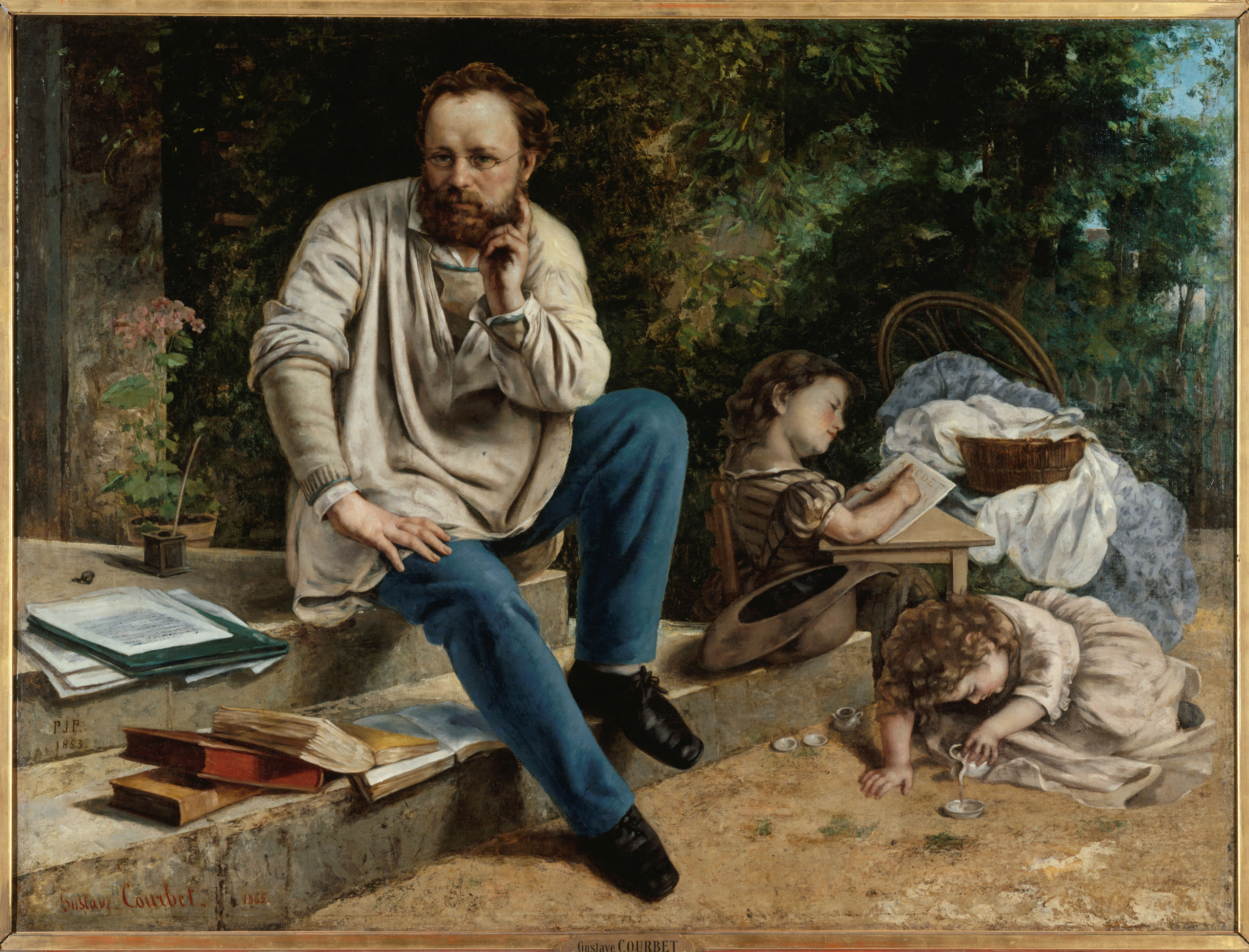
Pierre-Joseph Proudhon e i suoi figli. Dipinto di Gustave Courbet, 1865.

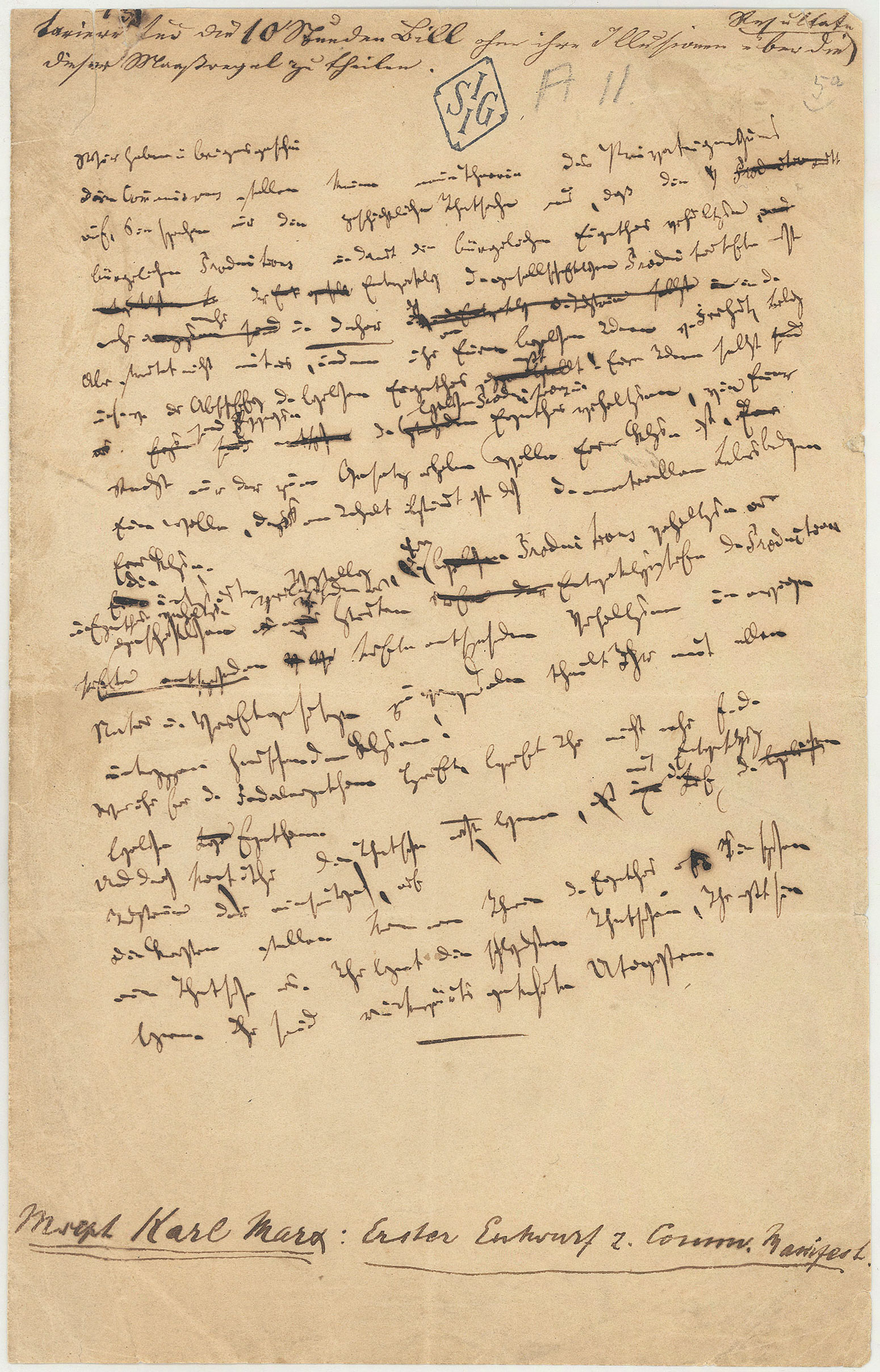
Manoscritto del Manifesto del Partito Comunista

Aveva intanto pubblicato in francese nel 1847 la Miseria della filosofia, una critica della Filosofia della miseria di Pierre-Joseph Proudhon; e nel 1848 il Discorso sul libero scambio.
La Miseria della filosofia è una confutazione del pensiero economico di Proudhon, «socialista piccolo-borghese e utopista, che fu uno dei fondatori dell'anarchismo», nonché del metodo da lui utilizzato nella stesura di quella Filosofia della miseria nella quale aveva inteso prospettare una società che superasse l'attuale società capitalistica. Il metodo di Proudhon, sostiene Marx, è ricavato dalla Filosofia della storia di Hegel ed è perciò una «anticaglia hegeliana, non è storia profana, la storia dell'uomo, ma storia sacra, la storia delle idee».
Proudhon non comprende la società reale in cui vive e non conosce il reale movimento della storia perché è rimasto a una concezione idealistica. Non ha compreso che «le categorie economiche sono soltanto le espressioni astratte» dei reali rapporti sociali esistenti tra gli uomini, che mutano al mutare dello sviluppo delle forze produttive. Rendendo astratte ed eterne le categorie economiche, come è costume facciano gli economisti borghesi, Proudhon interpreta i rapporti reali degli uomini come fossero una «materializzazione di questa astrazione».

##### Manifesto del Partito Comunista: l'ideologia come falsa coscienza e le idee dominanti
Nel Manifesto del Partito Comunista si analizza la forma sociale borghese come prodotto di un lungo processo storico:

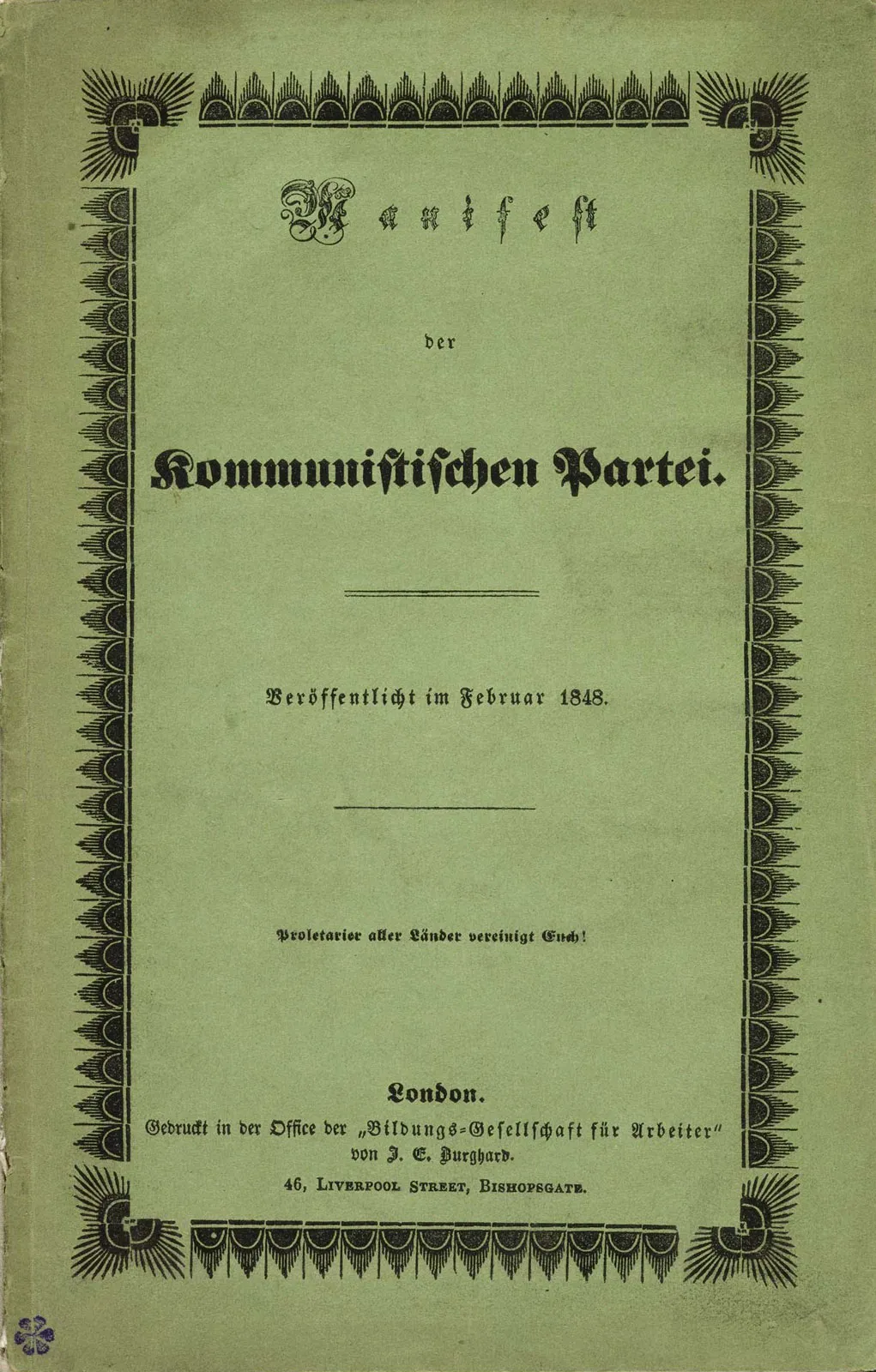
La prima edizione del Manifesto del Partito Comunista

Con la trasformazione dei rapporti sociali e lo sviluppo delle forze produttive «anche le idee, le opinioni e i concetti, insomma, anche la coscienza degli uomini, cambia col cambiare delle loro condizioni di vita, delle loro relazioni sociali, della loro esistenza sociale. Cos'altro dimostra la storia delle idee, se non che la produzione intellettuale si trasforma assieme a quella materiale? Le idee dominanti di un'epoca sono sempre state soltanto le idee della classe dominante. Si parla di idee che rivoluzionano un'intera società; con queste parole si esprime semplicemente il fatto che entro la vecchia società si sono formati gli elementi di una nuova, e che la dissoluzione delle vecchie idee procede di pari passo con la dissoluzione dei vecchi rapporti d'esistenza».
È la divisione del lavoro intellettuale e manuale che produce all'interno della stessa borghesia i suoi ideologi, gli intellettuali apologeti, in buona o cattiva fede, dei valori politici, economici, religiosi, morali e giuridici, elaborati in sistemi filosofici e sociologici, riportati ed esaltati nelle interpretazioni dei fatti storici, separando tali idee dominanti dai rapporti che caratterizzano il modo di produzione della società, credendo e propagandando la falsa teoria del dominio storico delle idee le quali si svilupperebbero attraverso un loro moto interno e indipendente. Tali ideologie, o false coscienze, non possono trasformare la struttura sociale ed economica, come alcuni ideologi, più o meno ingenuamente, possono ritenere, essendo esse stesse il prodotto delle relazioni umane materiali che giustificano spiritualmente i rapporti di produzione esistenti e diventano strumento di conservazione del dominio di classe e del potere politico. Non è la critica o il pensiero che riflette su sé stesso, ma è la rivoluzione la forza motrice della storia.

##### Funzione rivoluzionaria della borghesia
La borghesia è infatti stata storicamente una forza rivoluzionaria nella sua lotta contro l'organizzazione feudale della società, nella quale è sorta e si è sviluppata: «[L]a borghesia non può esistere senza rivoluzionare continuamente gli strumenti di produzione, i rapporti di produzione, dunque tutti i rapporti sociali. Prima condizione di esistenza di tutte le classi industriali precedenti era invece l'immutato mantenimento del vecchio sistema di produzione. Il continuo rivoluzionamento della produzione, l'ininterrotto scuotimento di tutte le situazioni sociali, l'incertezza e il movimento eterni contraddistinguono l'epoca dei borghesi fra tutte le epoche precedenti».

Il sovvertimento dei rapporti di produzione e lo sviluppo delle forze di produzione da essa operato ha comportato un radicale mutamento delle sovrastrutture ideologiche che si accompagnavano ai rapporti di produzione feudali: 
Il suo carattere rivoluzionario ha permesso un'accelerazione di trasformazioni quali non si erano viste in migliaia d'anni. Ha sviluppato come non mai la scienza e la tecnica, ha assoggettato la campagna alla città, ha creato metropoli, ha costretto tutte le nazioni ad adottare il sistema di produzione capitalistico, pena la loro rovina: «In una parola: essa si crea un mondo a propria immagine e somiglianza».

Tuttavia se lo sviluppo delle forze produttive diventa tale da non essere adeguato ai rapporti di produzione, questo genera la crisi e un'inevitabile transizione rivoluzionaria in cui il proletariato diventa la classe dominante. Così come è stato in Francia dove la borghesia è stata motore del cambiamento della società feudale, così dovrebbe accadere nel sistema capitalistico prodotto da essa. Intensificando al massimo la produzione per l'ottenimento del massimo profitto si favorisce una crisi di sovrapproduzione, si deve distruggere parte della produzione e delle forze produttive perché il capitale possa perpetuarsi e si deve distruggere ricchezza e provocare miseria per produrre nuova ricchezza: 

Marx e Engels affermano la continuità degli antagonismi di classe in tutte le società che si sono storicamente determinate di modo che il motore della storia è la lotta tra le classi, o conflitto di classe: 

#### A Parigi e in Germania

Eugène Delacroix, La Libertà che guida il popolo

Il 22 febbraio 1848 Parigi insorge, in due giorni Luigi Filippo di Francia è costretto a fuggire a Londra e viene proclamata la repubblica. La rivoluzione si estende in tutta l'Europa, cancellando l'assetto politico creato nel 1814 dal Congresso di Vienna. La pubblicazione della Gazzetta tedesca di Bruxelles, di cui Marx è collaboratore, induce il governo prussiano a richiedere l'espulsione di Marx e quando scoppiano moti popolari anche a Bruxelles il governo belga arresta Marx e lo espelle.
Con il mandato della Lega di costituire un comitato centrale del partito emigra il 4 marzo a Parigi dove il governo provvisorio lo saluta: «La tirannia vi ha bandito, la libera Francia apre le sue porte a voi e a tutti quelli che lottano per la santa causa della fraternità dei popoli». In Francia già si era verificata la spaccatura fra forze liberali, che temevano l'estremismo proletario; e quelle socialiste, con i blanquisti che rifacendosi alla Rivoluzione francese chiedevano la guerra rivoluzionaria contro le monarchie assolute.
Secondo Marx essendo la borghesia incapace di condurre la rivoluzione persino nella prospettiva delle conquiste democratiche il proletariato organizzato doveva mantenere la propria autonomia d'azione e prepararsi allo scontro decisivo per la rivoluzione sociale. Alla fine di marzo la rivoluzione si allarga alla Germania, dove tuttavia rispetto alla Francia le possibilità rivoluzionarie per l'assenza di un proletariato numeroso, organizzato e conquistato alle idee socialiste dovevano limitarsi a richiedere riforme democratiche. Per Marx occorre intanto favorire la comunione d'intenti fra proletariato e forze democratiche sperando in una favorevole evoluzione in Francia che traini la rivoluzione tedesca.

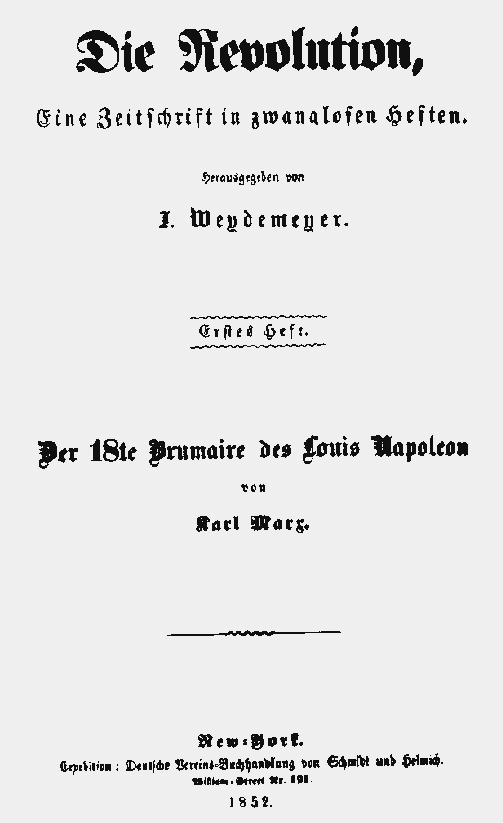
Il diciotto brumaio di Luigi Bonaparte

Nell'aprile del 1848 insieme con la famiglia e Engels va a Colonia, dove il 13 aprile è tra i fondatori dell’Associazione Democratica. Ipoteca l'eredità paterna per raccogliere il denaro necessario a fondare il 1º giugno 1848 la Neue Rheinische Zeitung (Nuova Gazzetta Renana), con Marx come direttore e una redazione composta da membri della Lega. Come direttore della Neue Rheinische Zeitung Marx invia una lettera al quotidiano fiorentino L'Alba proponendogli una collaborazione: «Questo giornale seguirà, nel nostro settentrione, i medesimi principi democratici che l'Alba rappresenta in Italia». La lettera viene pubblicata il 29 giugno 1848 sul quotidiano L'Alba ed è il primo scritto italiano di Marx e quello in cui si vede la sua posizione sul movimento popolare italiano all'inizio delle rivoluzioni del 1848.
Nello stesso mese la repubblica francese per mezzo dell'esercito comandato dal generale Cavaignac stronca il movimento operaio parigino. Marx scrive che «l'effimero trionfo della forza bruta ha dissipato tutte le illusioni della rivoluzione di febbraio, ha dimostrato la disgregazione di tutto il vecchio partito repubblicano e la divisione della nazione francese in due parti: quella dei proprietari e quella degli operai».
La sconfitta del movimento rivoluzionario ha ripercussioni in tutta l'Europa. Valutando che per loro è ben più grave il pericolo comunista, i liberali cercano un accordo con l'assolutismo semifeudale. Al colpo di Stato prussiano del novembre 1848 la Neue Rheinische Zeitung reagisce esortando a non pagare le tasse e a rispondere con la violenza alla violenza. Per questo nella primavera del 1849 Marx viene citato due volte in tribunale, ma è assolto. Abbandonata dalle deboli forze democratiche, il quotidiano resta l'unica voce d'opposizione in Germania e nel 1849 convoca un congresso operaio tedesco a Lipsia, ma nel mese di maggio l'esercito prussiano ristabilisce l'ordine.
La Neue Rheinische Zeitung venne soppressa il 19 maggio 1849. Aveva fatto a tempo a pubblicare a puntate dal 4 aprile 1849 il Lavoro salariato e capitale, introducendo la nozione di forza-lavoro, distinta da quella di lavoro e mostrando l'origine del plusvalore, oltre che un'analisi del momento rivoluzionario in atto, poi ripubblicata con aggiunte da Engels nel 1895 con il titolo Le lotte di classe in Francia dal 1848 al 1850.
Con la soppressione del quotidiano Marx ritorna a Parigi, ma dopo i moti popolari del 13 giugno 1849 il governo francese gli pone l'alternativa di lasciare la capitale e trasferirsi a Vannes, nel Morbihan, una regione paludosa, o di abbandonare la Francia. Sceglie di trasferirsi a Londra, dove vive fino alla morte.

### Maturità

#### Studio dell'economia politica
A Londra cerca di ricostituire i legami fra gli aderenti della Lega dispersi dopo le sconfitte delle rivoluzioni. Nel settembre 1849 viene ricostituito il Comitato centrale della Lega dei Comunisti e nel marzo 1850 esce mensilmente ad Amburgo sotto la direzione di Marx la Neue Rheinische Zeitung. Nell'aprile insieme con blanquisti e cartisti si costituisce l’Associazione universale dei comunisti rivoluzionari per «il rovesciamento delle classi privilegiate e la loro sottomissione alla dittatura del proletariato, mantenendo la rivoluzione in permanenza fino alla realizzazione del comunismo, che deve essere l'ultima forma di organizzazione del genere umano».
Analizzando gli insegnamenti di quel periodo, Marx e Engels sottolineano la necessità dell'organizzazione e delle alleanze sia con le forze democratiche, senza però dimenticare che queste vogliono conservare il «modo capitalistico di produzione», che va invece abbattuto, sia con le masse contadine, alle quali occorre prospettare i vantaggi della confisca rivoluzionaria dei grandi latifondi da trasformare in aziende agricole statali.

Tuttavia si manifestano contrasti all'interno della Lega e per Marx non ci sono prospettive rivoluzionarie immediate mentre una parte guidata da August Willich e Karl Schapper propone un'immediata ripresa dell'attività rivoluzionaria, al che Marx scrive: 
Il 15 settembre 1850 avviene la scissione, con gli aderenti alla frazione marxista, spostata a Colonia, processati dalla magistratura prussiana e nel novembre 1852 condannati ad alcuni anni di carcere. Il 17 novembre 1852 su proposta di Marx la Lega dei Comunisti è sciolta. Ancora nel 1852 scrive Il 18 brumaio di Luigi Bonaparte, testo in cui analizza il colpo di Stato bonapartista del 2 dicembre 1851.

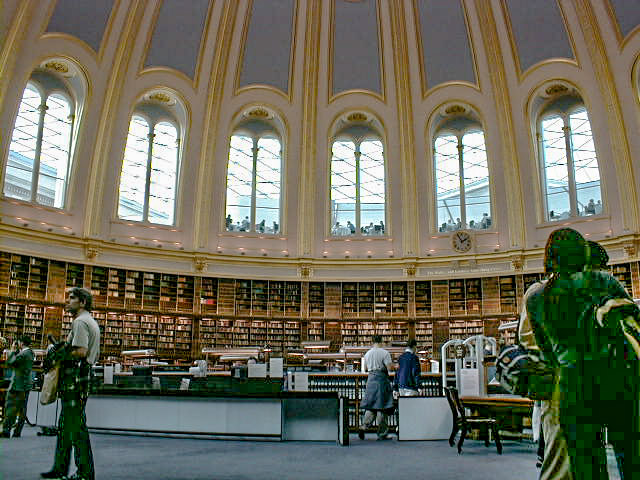
La sala di lettura del British Museum

A Londra Marx e la sua famiglia vivono dei magri proventi della sua attività di pubblicista.

Nel 1853 un informatore della polizia prussiana riferisce quanto segue al suo superiore: 
In questa situazione la moglie che lo ama profondamente e crede nelle sue idee e nel suo progetto socio-politico tiene un comportamento eroico senza mai rimproveragli nulla e anzi sostenendolo. Gli muoiono in un breve arco di tempo per denutrizione i figli Heinrich Guido (1849-1850) e Franziska (1851-1852) e per tubercolosi Edgar (1847-1855). In quest'occasione scrive a Engels: «La casa è del tutto desolata e vuota dopo la morte del caro bambino che ne era l'anima. Non si può dire come il bambino ci manchi a ogni istante [...] . Mi sento spezzato [...]. Tra tutte le pene terribili che ho passato in questi giorni, il pensiero di te e della tua amicizia, e la speranza che noi abbiamo ancora da fare insieme al mondo qualche cosa di intelligente, mi hanno tenuto su».
Dopo il fallimento dei moti rivoluzionari in Europa ritiene che terra della rivoluzione possa esser l'Inghilterra perché industrialmente più sviluppata. In quel periodo l'introduzione delle macchine a vapore nella produzione dà ulteriore slancio all'industria, aumentano i guadagni e l'orario lavorativo degli operai migliora leggermente così come i loro salari. In questa situazione Marx riprende lo studio dell'economia politica per definire un metodo corretto per l'analisi dell'economia. Frequenta quasi giornalmente la biblioteca del British Museum raccogliendo una grande quantità di dati.

#### Per la critica dell'economia politica
I risultati sono degli appunti riuniti sotto il titolo Grundrisse e Per la critica dell'economia politica, quest'ultimo pubblicato nel 1859, affrontando l'analisi della merce e del denaro in un'introduzione all'opera stessa teorizzando la creazione del valore di scambio della merce mediante la quantità di lavoro sociale immesso in essa. La prefazione a quest'opera è un compendio del materialismo storico: 
A un dato punto del loro sviluppo, le forze produttive materiali della società entrano in contraddizione con i rapporti di produzione esistenti, cioè con i rapporti di proprietà (il che è l'equivalente giuridico di tale espressione) entro i quali queste forze fino ad allora si erano mosse. Questi rapporti, da forme di sviluppo delle forze produttive, si convertono nelle loro catene. E allora subentra un'epoca di rivoluzione sociale. Con il cambiamento della base economica si sconvolge più o meno rapidamente tutta la gigantesca sovrastruttura.»

Marx richiama la necessità di distinguere tra lo sconvolgimento delle condizioni economiche della produzione, che può essere constatato con la precisione delle scienze naturali: e le forme ideologiche (giuridiche, politiche, religiose, artistiche o filosofiche) attraverso le quali gli uomini prendono coscienza e combattono questi conflitti: «Come non si può giudicare un uomo dall'idea che egli ha di se stesso, così non si può giudicare una simile epoca di sconvolgimento dalla coscienza che ha di sé stessa; occorre invece spiegare questa coscienza con le contraddizioni della vita materiale, con il conflitto esistente tra le forze produttive della società e i rapporti di produzione». Inoltre aggiunge: 
A grandi linee, i modi di produzione asiatico, antico, feudale e borghese, possono essere designati come epoche che marcano il progresso della formazione economica della società. I rapporti di produzione borghesi sono l'ultima forma antagonistica del processo di produzione sociale; antagonistica non nel senso di un antagonismo individuale, ma di un antagonismo che sorga dalle condizioni di vita sociali degli individui. Ma le forze produttive che si sviluppano nel seno della società borghese creano in pari tempo le condizioni materiali per la soluzione di questo antagonismo. Con questa formazione sociale si chiude dunque la preistoria della società umana.»

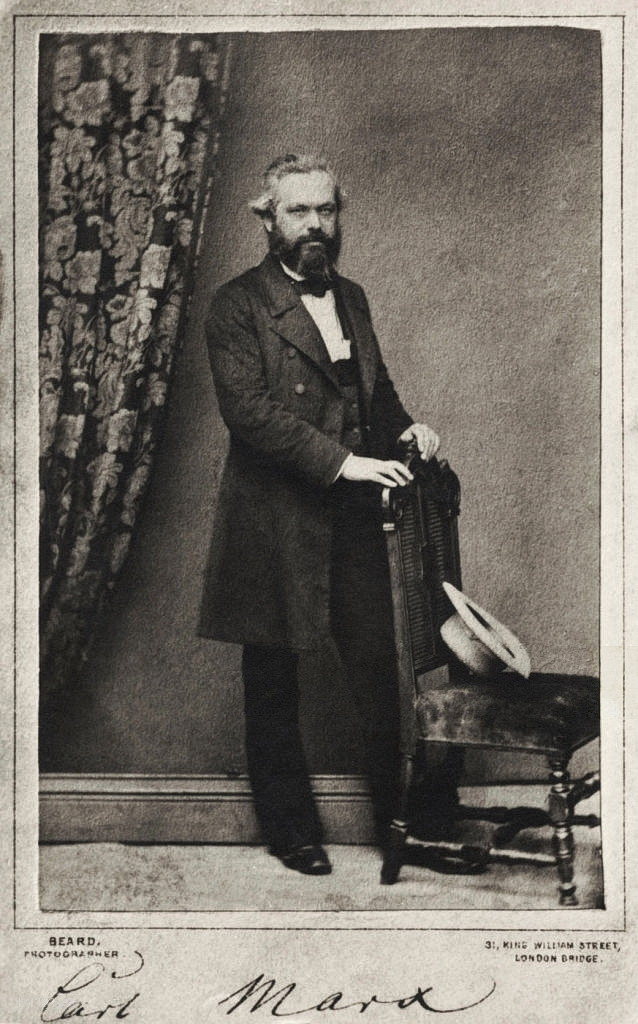
Ritratto fotografico di Marx del 1861

A differenza degli economisti classici ritiene che l'oggetto dell'economia politica non siano gli individui che producono isolatamente bensì in società. L'indagine deve quindi partire dalla realtà, dal concreto. Per quanto caotico esso è il punto di partenza per poter fare delle astrazioni per poter creare le categorie dell'analisi economica (per esempio lavoro astratto, strumento di produzione, soggetto del lavoro e così via). Tali categorie, cioè concetti astratti, possono dar vita a legami che sono semplici leggi logiche generali, ma difficilmente dato il carattere storico possono dar vita a leggi naturali che richiederebbero l'assolutizzazione ed eternizzazione di certi rapporti (nel caso specifico la società borghese).
Tramite quest'analisi Marx ci ricorda come persino l'astratto, come le categorie, ha radici nella realtà storica e con essa muta al cambiare delle condizioni. Il procedimento corretto nell'analisi dell'economia politica comporta quindi la sostituzione a queste categorie astratte dei dati storici specifici di ogni società. Marx non si ferma alla semplice astrazione, così come gli economisti classici, ma riporta l'astratto al concreto concludendo la vera dialettica: concreto (caos), astratto (categorie) e concreto (relazioni, ordine). Il concreto raggiunto non è più caotico come quello iniziale, ma una totalità di relazioni correttamente individuate.
Marx riporta ancora una volta la dialettica hegeliana a poggiare sui piedi e non sulla testa: «il mio metodo dialettico non solo è diverso da quello hegeliano, ma ne sta all'opposto. Per Hegel, il processo del pensiero, che egli sotto il nome di Idea trasforma in soggetto indipendente, è il demiurgo della realtà, mentre la realtà è solo il suo fenomeno esteriore. Invece, per me il fattore ideale è solamente il fattore materiale trasferito e tradotto nella mente degli uomini [...] la mistificazione cui è soggetta la dialettica nelle mani di Hegel non impedisce che egli sia stato il primo ad averne esposto distesamente e consapevolmente le forme generali di movimento. In lui è piantata sulla testa. Occorre rovesciarla per trovare il nocciolo razionale dentro il rivestimento mistico».
La dialettica, concepita concretamente, rappresentando la nascita, lo sviluppo, la decadenza e la morte degli organismi sociali, «è scandalo e orrore per la borghesia e per i suoi portavoce dottrinari, perché nella componente positiva della realtà delle cose include nello stesso tempo anche la comprensione della negazione di essa e del suo inesorabile declino, perché considera ogni forma divenuta nel fluire del movimento, perciò anche dal suo lato transitorio, perché non si lascia impaurire da nulla ed è critica e rivoluzionaria nel suo intimo. Quello che più vivamente fa avvertire al pratico borghese il movimento contraddittorio della società capitalistica, sono le incerte vicende del ciclo periodico che ha percorso la moderna industria e il loro termine ultimo, la crisi generale».

#### Prima Internazionale

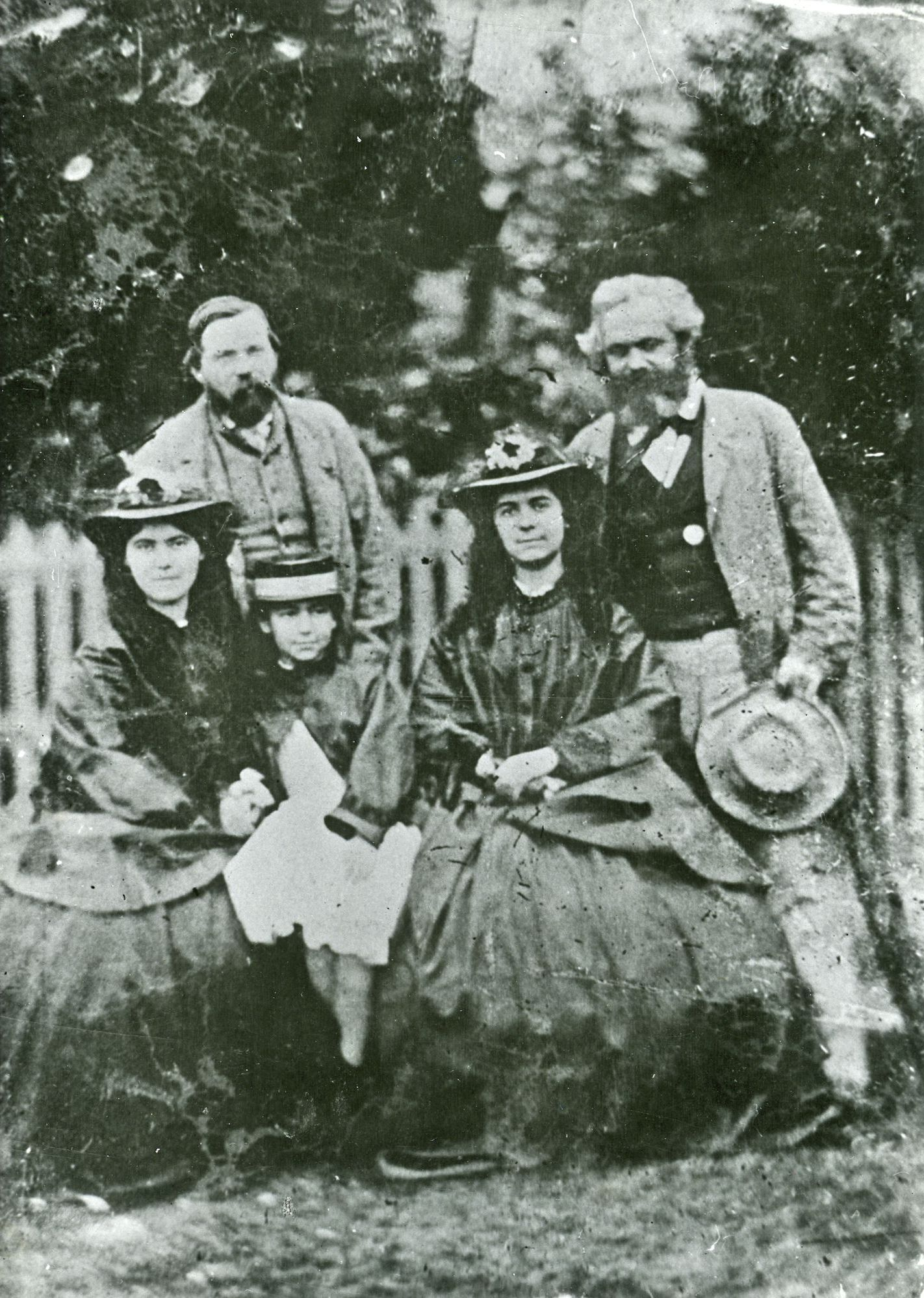
Engels, Marx e la moglie Jenny con le figlie Laura ed Eleonor

La crisi economica che investe tutto il mondo nel 1857 segna una forte ascesa del movimento operaio che fece sentire anche la necessità di un'unità politica internazionale. Il 22 luglio 1864 si svolge a Londra una grande manifestazione in solidarietà con la Polonia insorta contro la dominazione russa e i dirigenti operai inglesi e francesi si accordano per la costituzione di un'associazione. Il 28 settembre 1864 nella St. Martin's Hall di Londra si svolge la seduta inaugurale del congresso costitutivo dell'Associazione Internazionale dei Lavoratori con la partecipazione di rappresentanti inglesi, francesi, italiani, polacchi, irlandesi, svizzeri e tedeschi, tra i quali anche Marx. Viene stabilito che il congresso elegga annualmente il Consiglio generale, con sede a Londra, il quale a sua volta elegge i segretari delle sezioni nazionali.
Tra gli stessi fondatori dell'Associazione non vi era un pieno accordo di posizioni teoriche e politiche in quanto vi erano confluiti comunisti, socialisti, socialisti utopisti, anarchici e repubblicani. Marx riuscì a presentare il 1º novembre 1864 un indirizzo inaugurale dello statuto dell'Associazione in modo da raccogliere l'adesione di tutte le correnti e il documento fu approvato all'unanimità. Marx vi sottolinea l'esperienza positiva del movimento operaio con la conquista della giornata lavorativa di 10 ore in Inghilterra, lo sviluppo del sindacalismo e delle associazioni di produzione operaia, ma anche la necessità della conquista del potere politico.
Il 26 giugno 1865 presenta al Consiglio generale il saggio Salario, prezzo e profitto in cui dimostra la falsità della tesi del rapporto tra aumenti salariali e inflazione.
Presto Marx, membro del Consiglio e segretario per la Germania, i Paesi Bassi e più tardi anche per la Russia, deve lottare contro l'influsso dei mazziniani, degli oweniani e soprattutto dei proudhoniani, favorevoli alla cooperazione, ma contrari alle lotte sindacali e politiche. Nel I Congresso dell'Associazione, tenuto a Ginevra il 3 settembre 1866, vengono approvate le sue istruzioni, nelle quali sostiene che il movimento cooperativo operaio non è in grado di mutare la situazione sociale del proletariato e condanna le tesi proudhoniane contrarie al lavoro e alla vita sociale delle donne.
Le polemiche tra la maggioranza dell'Associazione e i seguaci di Proudhon si prolungarono fino al Congresso di Bruxelles, tenuto dal 6 al 13 settembre 1868, al termine del quale l'ala destra dei proudhoniani, capeggiata da Henry Louis Tolain, preferì lasciare l'Associazione mentre quella di sinistra di Eugène Varlin si avvicinò alle posizioni marxiste. In quel congresso fu altresì stabilito di consigliare a tutti gli associati la lettura e la diffusione de Il Capitale di Marx, il cui primo libro era stato pubblicato l'anno precedente.

#### Il Capitale
La necessità di analizzare il modo di produzione capitalistico in base alle categorie da lui individuate porterà Marx alla stesura nel 1867 de Il Capitale, pubblicato dall'editore Meissner di Amburgo. Prevede un secondo libro sul processo di circolazione del capitale (pubblicato postumo a cura di Engels) nel 1885; nel 1895 un terzo libro sulla formazione del processo complessivo e dal 1905 al 1910 a cura di Karl Kautsky, dirigente e principale teorico del Partito Socialdemocratico di Germania; e un quarto libro sulla storia delle teorie economiche, intitolato anche Teorie sul plusvalore.

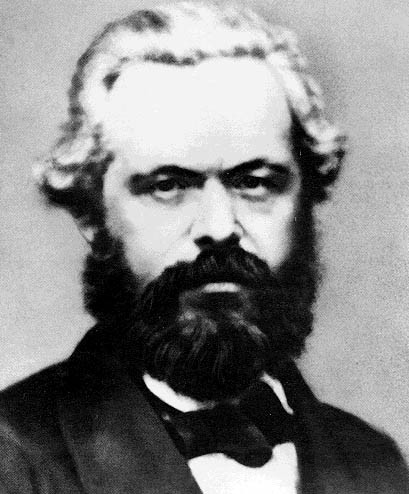
Marx nel 1866

L'economista russo Ilarion Kaufman nel 1872 recensisce il I volume de Il Capitale descrivendone il metodo di analisi: «Stando alla forma esteriore dell'esposizione, Marx appare come il più grande filosofo idealista[,] ma in effetti è infinitamente più realista di tutti i suoi predecessori nel campo della critica economica [...] . [P]er Marx, solo una cosa è importante: trovare la legge dei fenomeni che è volto a indagare. E per lui è importante non solo la legge che li governa[,] è importante soprattutto la legge del loro cambiamento, del loro svolgimento da una forma all'altra [e] appena scoperta questa legge, indaga nei dettagli le conseguenze con cui la legge si manifesta nella vita sociale [...].
In seguito a ciò, Marx si sforza solo a una cosa: di dimostrare [...] la necessità di determinati rapporti sociali e di constatare [...] i fatti che gli occorrono come punti di partenza o come punti di appoggio. A questo scopo è sufficiente provare sia la necessità dell'ordinamento attuale che la necessità di un diverso ordinamento in cui il primo deve trapassare, essendo indifferente che gli uomini ne siano o meno consapevoli. Marx considera il movimento della società come un processo di storia naturale governato da leggi che non dipendono soltanto dalla volontà, dalla coscienza e dall'intenzione degli uomini ma, al contrario, determinano la loro volontà, la loro coscienza e le loro intenzioni [...].
Se l'elemento cosciente ha nella storia della civiltà un posto così subordinato, è evidente che la critica della civiltà meno d'ogni altra cosa potrà prendere a fondamento una qualunque forma o risultato della coscienza [...]. La critica si restringerà alla comparazione di un fatto non con l'idea, ma con un altro fatto. È importante che tutti e due i fatti [...] rappresentino veramente diversi momenti di sviluppo l'uno di fronte all'altro e soprattutto che sia indagata la serie degli ordinamenti, la successione e il legame in cui si manifestano i gradi di sviluppo. Si potrebbe obiettare che le leggi generali dell'economia siano uniche e medesime, sia che si riferiscano al presente che al passato. Marx nega proprio questo. Per lui queste leggi astratte non esistono[,] ogni periodo storico ha le sue proprie leggi [e] appena la vita economica [...] è passata da un determinato stadio di sviluppo a un altro, comincia a essere retta da leggi diverse [...]. I rapporti e le leggi che regolano i gradi di sviluppo cambiano con la differenza di sviluppo delle forze produttive [...]. Il valore scientifico di questa indagine sta nella spiegazione delle leggi specifiche che regolano nascita, esistenza, sviluppo, morte di un organismo sociale e la sua sostituzione con un altro, superiore».

#### Valore e plusvalore

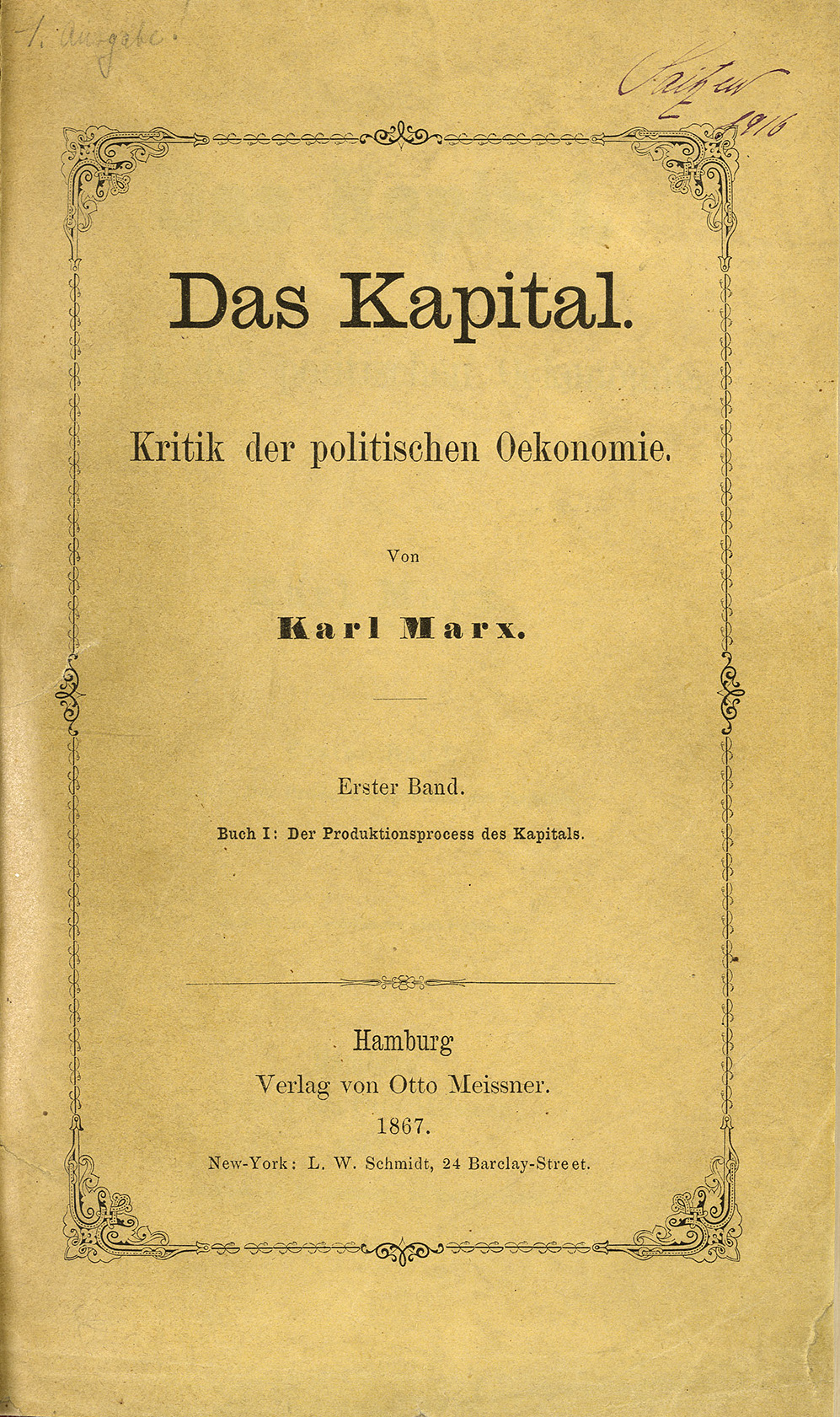
La prima edizione de Il Capitale

La merce, forma elementare della ricchezza nella società capitalistica, ha innanzi tutto un valore d'uso, un valore intrinseco che consente di soddisfare un bisogno e che si realizza soltanto nel consumo di essa. Ogni merce è depositaria anche di un altro valore che permette il suo scambio con certe quantità di altre merci, ovvero il valore di scambio. Per esempio, si può scambiare mezza tonnellata di ferro con 13 chili di grano o in generale X quantità della merce A con Y quantità di merce B e Z di merce C e così via. Dunque una determinata merce ha insieme un valore d'uso in relazione alla sua qualità e un valore di scambio in relazione alla sua quantità, con il primo valutato in funzione del consumo e il secondo in funzione dello scambio. La risposta alla domanda sul perché X merce A è scambiabile con Y merce B e così via è che devono avere in comune qualcosa della stessa grandezza che non sia né A né B né C e così via.

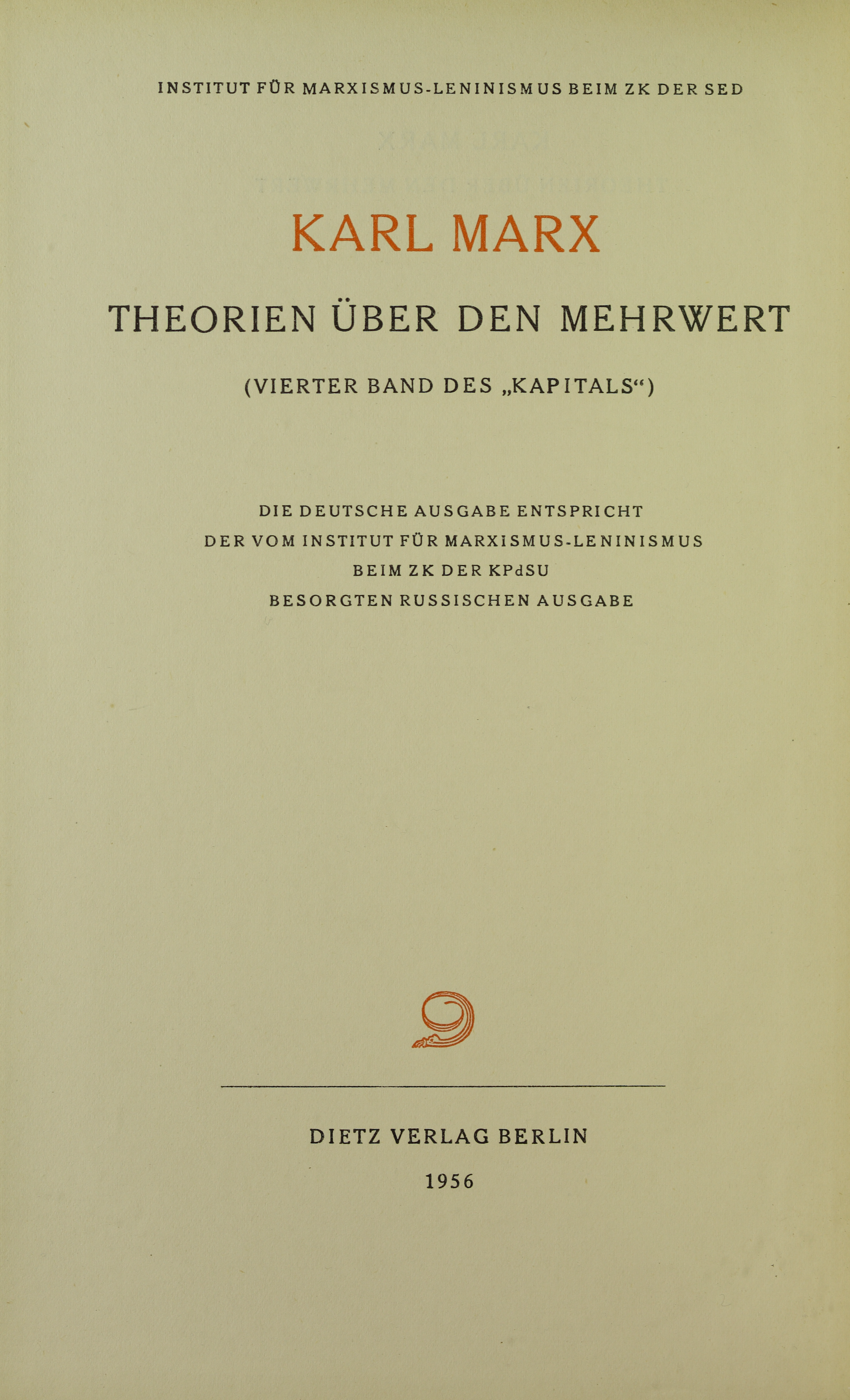
Teorie sul plusvalore

Per Marx il fattore comune è la quantità di lavoro impiegato per produrle, lavoro inteso indipendentemente dalla sua qualità specifica (di sartoria, di meccanica, di edilizia e così via), cioè lavoro come dispendio di energia, il lavoro astratto. Il valore di scambio di una merce è allora determinato dalla quantità di lavoro astratto racchiuso in essa e la quantità di lavoro è misurabile per durata temporale, cioè il tempo di lavoro necessario in media e socialmente necessario per produrre una certa merce. Un bene o una merce ha tale valore perché in esso è oggettivato del lavoro umano. Nel mercato gli scambi delle merci si rifanno a una merce che funge da equivalente generale e questa merce è il denaro, che può esser equivalente di ogni altra. Il denaro consente di stabilire tramite la legge della domanda e dell'offerta il prezzo di un bene sul mercato.
In una società mercantile la circolazione denaro-merci è M-D-M in cui vi è la vendita della merce dalla quale si ricava del denaro da reinvestire per l'acquisto di altra merce. Nella società capitalista la conversione di merce in denaro e di denaro in merce non è finalizzata al consumo della merce stessa, ma all'aumento di denaro, ossia al profitto o plusvalore. In questo modo si realizza il processo di scambio D-M-D', in cui D'>D. Si ha un incremento di denaro d = D'-D. La merce che consente di ottenere un profitto, cioè l'aumento di denaro, non è da ricercarsi nel circuito di circolazione, ma in quello della produzione. Infatti nessuno acquisterebbe mai una merce il cui prezzo sia superiore al suo valore di scambio.
Per Marx la merce dotata della capacità produttiva e dalla quale possa estrarsi profitto, cioè un guadagno rispetto a quanto speso per acquistarlo, è la forza-lavoro. La forza-lavoro è venduta per sopravvivere dagli individui che non possiedono altro che loro stessi sul libero mercato ed è acquistata dal capitalista, il quale detiene come sua proprietà i mezzi di produzione, corrispondendo un salario. Alla domanda che chiede come faccia il capitalista a ricavare un profitto Marx risponde spiegando come questi acquisti non solo materie prime, macchinari, combustibile e così via, denaro investito nella forma di capitale costante (C), ma anche forza-lavoro come merce nella forma del salario. La forza-lavoro ha un valore di scambio proprio come ogni altra merce, dunque vale il tempo medio di lavoro necessario per produrla. Tuttavia il valore della forza lavoro non è calcolato al suo rendimento, bensì sul costo necessario perché possa riprodursi.
Il pluslavoro può generare profitto o plusvalore se il capitalista corrisponde un salario che equivale a una sola parte del tempo impiegato dall'operaio in produzione, che quindi non equivale al suo rendimento effettivo. Il capitalista corrisponde all'operaio solo quanto è necessario alla sua sopravvivenza (cioè alla riproduzione di forza-lavoro). Se la parte di lavoro necessaria all'operaio per la propria sopravvivenza sono sei ore, le altre ore di lavoro di quella giornata non gli sono pagate e quindi sono pluslavoro (gratuito) che genera plusvalore o profitto di cui il capitalista si appropria legittimamente in quanto egli ha acquistato con regolare contratto la merce forza-lavoro per il suo valore di scambio. Ad esempio, il capitalista assume l'operaio per dieci ore, ma a lui ne retribuisce solo sei, che è il costo che sostiene tramite il salario perché sopravviva.
La merce prodotta dall'operaio contiene il valore della materia prima e il valore corrispondente all'usura dei mezzi di produzione C, il valore del lavoro retribuito V e il plusvalore corrispondente a quattro ore non retribuite PV. Se nella circolazione avviene lo scambio delle merci prodotte in quel giorno con denaro il capitalista ha recuperato il capitale investito (C+V) e realizzato il plusvalore PV.

##### Caduta tendenziale del saggio di profitto
Il capitalista può consumare il plusvalore nel reddito (riproduzione semplice) o reinvestirlo (riproduzione allargata) ad esempio nell'acquisto di macchine per incrementare la produttività. La concorrenza spinge il capitalista a investire nelle macchine, capitale costante; e a ridurre i salari, cioè il capitale variabile. L'introduzione delle macchine in sostituzione agli operai creano un immiserimento crescente tra gli operai e una forte disoccupazione (che Marx definisce esercito industriale di riserva) e quindi un aumento di forza-lavoro sul mercato che abbassa ulteriormente i salari. Questa per Marx è la legge tendenziale di caduta del saggio di profitto che porta a una crisi. La società capitalista genera da sé la propria negazione.

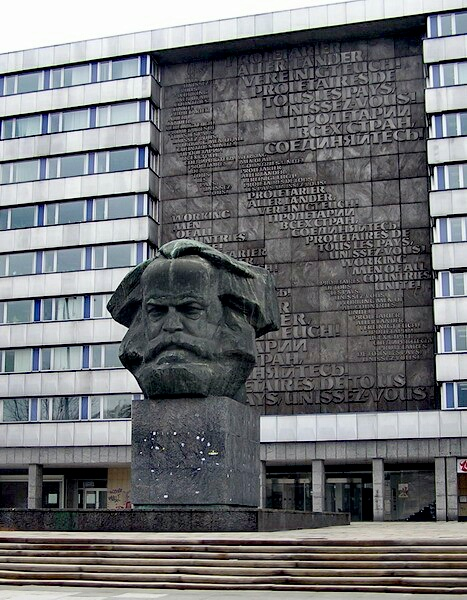
Monumento dedicato a Marx a Chemnitz in Germania

È possibile produrre maggior quantità di plusvalore aumentando la giornata lavorativa e ottenendo così ulteriore pluslavoro quanto sono le ore lavorate in più. Tuttavia tale aumento ha un limite in quanto se non è possibile ricavare più plusvalore assoluto si può ottenere plusvalore relativo retribuendo il lavoro dell'operaio non per sei ore, ma per esempio per cinque, non solo o non tanto con un brutale taglio del salario, bensì diminuendo il valore di scambio della forza-lavoro, cioè diminuendo i prezzi dei mezzi di sussistenza. La diminuzione del prezzo delle merci comporta la diminuzione del tempo necessario di lavoro perché la forza-lavoro si riproduca e la riduzione di tale tempo necessario comporta la diminuzione del salario. Pertanto il valore dell'ora di lavoro non più necessaria all'operaio diventa un'ora in più di pluslavoro e perciò di plusvalore relativo.
Si può diminuire il prezzo delle merci aumentando la produttività tanto con una maggiore divisione del lavoro che permette agli operai lavorazioni più semplici e perciò più rapide tanto contemporaneamente utilizzando macchinari più sofisticati e perciò più efficaci che permettano al lavoratore di produrre nel medesimo tempo una maggiore quantità di merci. In ogni singola merce viene così incamerata una minore quantità tanto di capitale costante (C) che di quello variabile (V) e può andare sul mercato a un prezzo inferiore in quanto il costo della vita dell'operaio diminuisce e diminuendo il salario aumenta il plusvalore relativo.
Tuttavia la rivoluzione tecnologica comporta una perdita per il capitalista che sostituisce le vecchie macchine senza averle pienamente utilizzate e diminuisce l'utilizzo della forza-lavoro, diminuendo il tasso di plusvalore PV/V e mutando la composizione del capitale investito. Con l'aumento del capitale costante e la diminuzione di quello variabile, che produce plusvalore (PV), il saggio di profitto P=PV / (C+V) diminuisce.

#### Problema dell'arte
Nel 1857 Marx aveva preparato una introduzione a Per la critica dell'economia politica (1859), che soppresse (lasciando solo una prefazione) e che fu pubblicata solo nel 1903. In essa affronta marginalmente, tra l'altro, anche il problema della produzione artistica come sovrastruttura che permane nella nostra coscienza anche dopo radicali trasformazioni della struttura economica e sociale: «Per l'arte è noto che determinati suoi periodi di fioritura non stanno assolutamente in rapporto con lo sviluppo generale della società, né quindi con la base materiale, con l'ossatura, per così dire, della sua organizzazione [...].
Prendiamo, ad esempio, il rapporto dell'arte greca e poi di Shakespeare con l'età presente. È noto che la mitologia greca non fu solo l'arsenale ma anche il terreno nutritivo dell'arte greca. È possibile la concezione della natura e dei rapporti sociali che sta alla base della fantasia e dell'arte greca con le filatrici automatiche, le ferrovie, le locomotive e il telegrafo? Che ne è di Vulcano di fronte alle acciaierie Roberts and Co., di Giove di fronte al parafulmine, di Ermes di fronte al Crédit mobilier? Ogni mitologia vince, domina e plasma le forze della natura nell'immaginazione e mediante l'immaginazione ma svanisce quando si giunge al dominio effettivo su quelle forze [...]. [L]'arte greca presuppone la mitologia greca, cioè la natura e le forze sociali stesse già elaborate dalla fantasia popolare in modo inconsapevolmente artistico[,] non una qualunque mitologia[,] ma una mitologia [...].
Ma la difficoltà non sta nell'intendere che l'arte e l'epos greco siano legati a certe forme dello sviluppo sociale. La difficoltà è rappresentata dal fatto che essi continuano a suscitare in noi un godimento estetico e costituiscono, sotto un certo aspetto, una norma e un modello inarrivabili [...]. Un uomo non può tornare fanciullo o altrimenti diviene puerile. Ma non si compiace forse dell'ingenuità del fanciullo e non deve egli stesso aspirare a riprodurne, a un livello più alto, le verità? Nella natura infantile, il carattere proprio di ogni epoca non rivive forse nella sua verità naturale? E perché mai la fanciullezza storica dell'umanità, nel momento più bello del suo sviluppo, non dovrebbe esercitare un fascino eterno come stadio che più non ritorna? Vi sono fanciulli rozzi e fanciulli saputi come vecchietti. Molti dei popoli antichi appartengono a questa categoria. I greci erano fanciulli normali. Il fascino che la loro arte esercita su di noi non è in contraddizione con lo stadio sociale poco o nulla evoluto in cui essa maturò. Ne è piuttosto il risultato, inscindibilmente connesso col fatto che le immature condizioni sociali in cui sorse e solo poteva sorgere, non potranno mai più ritornare».
Il riconosciuto sviluppo non parallelo di struttura e sovrastruttura è una prova che non vi è fra di esse una ferrea e immediata relazione deterministica. Engels ribadì dopo la morte di Marx a seguito di numerosi dibattiti nel movimento socialista che «il fattore che in ultima istanza è determinante nella storia è la produzione e la riproduzione della vita reale. Se ora qualcuno travisa le cose, affermando che il fattore economico sarebbe l’unico fattore determinante, egli trasforma quella proposizione in una frase vuota, astratta, assurda».

### Vecchiaia
All'inizio degli anni sessanta dell'Ottocento guadagna due sterline ad articolo collaborando con il quotidiano statunitense New York Tribune, del quale diventa presto l'unico corrispondente dall'Europa, pubblicando anche articoli sulle vicende politiche italiane e facendo domanda di assunzione nelle ferrovie del Regno Unito che non viene però accettata a causa o a pretesto della sua grafia poco leggibile. Giunge in soccorso della famiglia una piccola rendita lasciatagli dalla madre deceduta nel 1863, ma l'eredità della madre non basta per vivere, così l'amico Engels, che fu sempre economicamente generoso nei suoi confronti, vende la propria partecipazione in una fabbrica di Manchester e gli corrisponde una rendita in modo che la famiglia possa vivere in modo decoroso.

#### Comune di Parigi

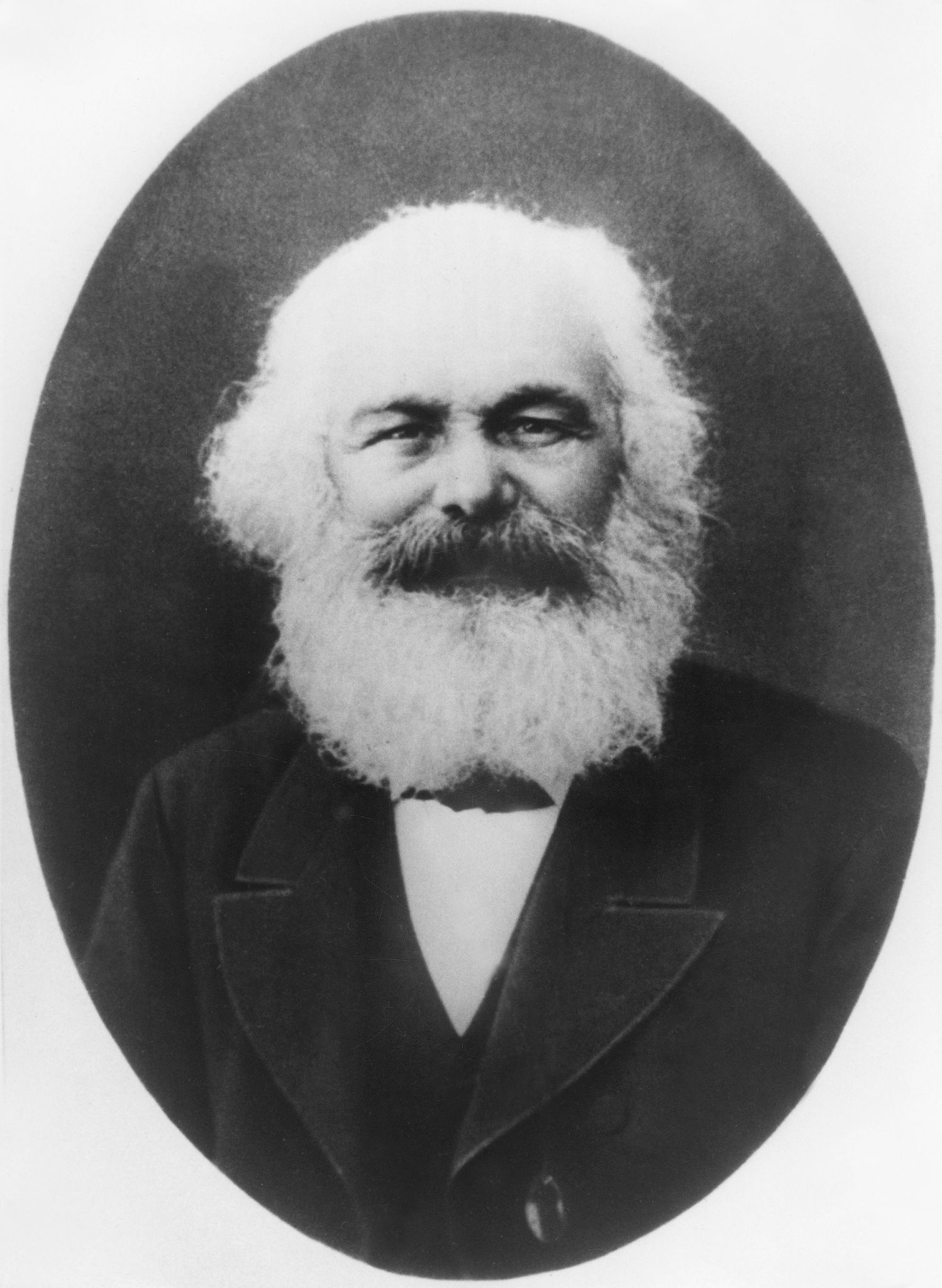
Il vecchio Marx in un foto ritratto del 1882

Nell'estate del 1870 scoppia la guerra tra Prussia e Francia. Il Consiglio Generale dell'Internazionale pubblica un manifesto scritto da Marx in cui si afferma che la Prussia combatte una guerra difensiva e si lodano gli operai francesi per essersi dichiarati contro la guerra e contro Napoleone III. Dopo la vittoria lampo dell'esercito prussiano e la proclamazione della Repubblica francese il 9 settembre l'Internazionale pubblica un altro manifesto ancora redatto da Marx in cui si denunciano le mire espansionistiche di Otto von Bismarck. Marx scrive all'internazionalista Friedrich Adolph Sorge: 

Marx poi cerca di scoraggiare gli operai parigini da un'avventura rivoluzionaria prematura: 
Il proletariato parigino, variegatamente aizzato e diretto da repubblicani neo-giacobini, blanquisti e anarchici, insorge proclamando il 18 marzo del 1871 la Comune rivoluzionaria. Marx è scettico sulla sua riuscita, ma si schiera al suo fianco. Nel maggio l'esercito francese, riorganizzato e armato dai tedeschi, soffoca l'insurrezione e quarantamila comunardi vengono massacrati o fucilati.
Ne La guerra civile in Francia Marx scrive che la Comune «è stata un governo della classe operaia, risultato della lotta delle classi produttrici contro le classi possidenti, la forma politica finalmente scoperta con la quale si sarebbe potuto lavorare all'emancipazione economica del lavoro [...]. Parigi operaia, con la sua Comune, sarà celebrata in eterno, come l'araldo glorioso di una nuova società. I suoi martiri hanno per urna il grande cuore della classe operaia. I suoi sterminatori, la storia li ha già inchiodati a quella gogna eterna dalla quale non riusciranno a riscattarli tutte le preghiere dei loro preti».

#### Scioglimento della Prima Internazionale eCritica del Programma di Gotha

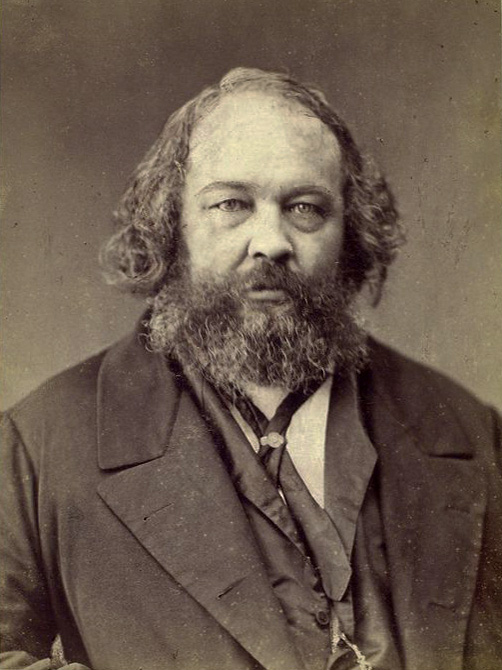
Michail Bakunin

Il 17 settembre 1871 si apre a Londra la Conferenza della Prima Internazionale nella quale Marx presenta una risoluzione in cui sostiene che il movimento economico della classe operaia deve essere strettamente legato all'attività politica.
Avversario dell'azione politica e sindacale, l'anarchico Michail Bakunin punta invece sull'azione spontanea del sottoproletariato urbano e dei contadini poveri. Accusa il Consiglio Generale di autoritarismo, di aver attentato agli statuti generali dell'Associazione e di rendere l'Internazionale un'organizzazione gerarchica. Marx era sempre attivo e lesse lo Stato e anarchia del suo rivale Bakunin, scrivendone dei commenti. Eccone uno stralcio:
- Bakunin: «Ci sono circa 40 milioni di tedeschi. Saranno tutti membri del governo?».
  - Marx: «Certamente, perché tutto inizia con l'autogoverno del bene comune».
- Bakunin: «Il suffragio universale tramite il quale il popolo intero elegge i suoi rappresentanti e i governanti dello Stato - questa è l'ultima parola dei marxisti e della scuola democratica. Tutte queste sono menzogne che nascondono il dispotismo di una minoranza che detiene il governo, menzogne tanto più pericolose in quanto questa minoranza si presenta come espressione della cosiddetta volontà popolare».
  - Marx: «Con la collettivizzazione della proprietà, la cosiddetta volontà popolare scompare per lasciare spazio alla volontà reale dell'ente cooperativo».
- Bakunin: «Risultato: il dominio esercitato sulla grande maggioranza del popolo da parte di una minoranza di privilegiati. Ma, dicono i marxisti, questa minoranza sarà costituita da lavoratori. Si, certo, ma da ex lavoratori che, una volta diventati rappresentanti o governanti del popolo, cessano di essere lavoratori».
  - Marx: «Non più di quanto un industriale oggi cessi di essere un capitalista quando diventa membro del consiglio comunale».
- Bakunin: «E dall'alto dei vertici dello Stato cominciano a guardare con disprezzo il mondo comune dei lavoratori. Da quel punto in poi non rappresentano più il popolo, ma solo se stessi e le proprie pretese di governare il popolo. Chi mette in dubbio ciò dimostra di non conoscere per niente la natura umana».
  - Marx: «Se solo il signor Bakunin avesse la minima familiarità anche solo con la posizione di un dirigente di una cooperativa di lavoratori, butterebbe alle ortiche tutti i suoi incubi sull'autorità».

In un nuovo congresso tenuto il 2 settembre 1872 a L'Aia viene ribadita a maggioranza la risoluzione sull'azione politica approvata dal congresso di Londra e decisa l'espulsione della frazione anarchica.
Il 15 luglio 1876 la conferenza di Filadelfia dichiara lo scioglimento della Prima Internazionale.

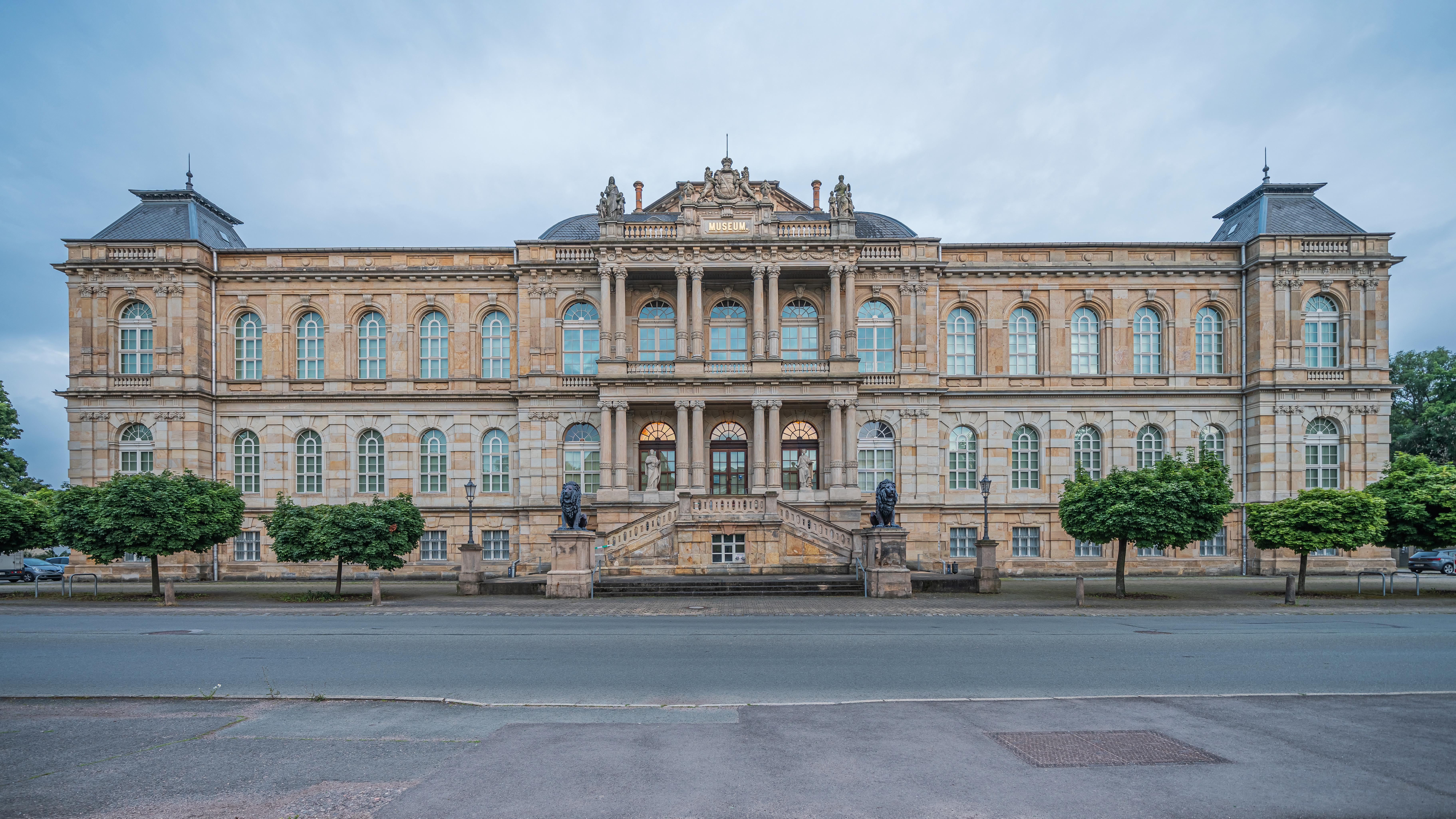
Gotha, il museo di scienze naturali

Nel 1875 scrive la Critica del Programma di Gotha in cui emenda molte proposizioni del programma del Partito Operaio Tedesco (il futuro Partito Socialdemocratico di Germania) redatte nella città di Gotha. Vi sono in essa alcuni passaggi che prospettano una futura società comunista: «I vari Stati dei diversi paesi civili, malgrado le loro variopinte differenze di forma, hanno tutti in comune il fatto che stanno sul terreno della moderna società borghese, che è soltanto più o meno evoluta dal punto di vista capitalistico. Essi hanno perciò in comune anche alcuni caratteri essenziali».
Si domanda quindi «quale trasformazione subirà lo Stato in una società comunista? In altri termini: quali funzioni sociali persisteranno ivi ancora, che siano analoghe alle odierne funzioni dello Stato? A questa questione si può rispondere solo scientificamente [...] [che] tra la società capitalistica e la società comunista vi è il periodo della trasformazione rivoluzionaria dell'una nell'altra. Ad esso corrisponde anche un periodo politico transitorio, il cui Stato non può essere altro che la dittatura rivoluzionaria del proletariato [...].
In una fase più elevata della società comunista, dopo che è scomparsa la subordinazione servile degli individui alla divisione del lavoro, e quindi anche il contrasto di lavoro intellettuale e manuale; dopo che il lavoro non è divenuto soltanto mezzo di vita, ma anche il primo bisogno della vita; dopo che con lo sviluppo generale degli individui sono cresciute anche le forze produttive e tutte le sorgenti delle ricchezze sociali scorrono in tutta la loro pienezza - solo allora l'angusto orizzonte giuridico borghese può essere superato, e la società può scrivere sulle sue bandiere: Ognuno secondo le sue capacità; a ognuno secondo i suoi bisogni! [...]
Il modo di produzione capitalistico poggia sul fatto che le condizioni materiali della produzione sono a disposizione dei non operai sotto forma di proprietà del capitale e proprietà della terra, mentre la massa è soltanto proprietaria della condizione personale della produzione, della forza-lavoro. Essendo gli elementi della produzione così ripartiti, ne deriva da sé l'odierna ripartizione dei mezzi di consumo. Se i mezzi di produzione materiali sono proprietà collettiva degli operai, ne deriva ugualmente una ripartizione dei mezzi di consumo diversa dall'attuale. Il socialismo volgare ha preso dagli economisti borghesi (e a sua volta da lui una parte della democrazia), l'abitudine di considerare e trattare la distribuzione come indipendente dal modo di produzione, e perciò di rappresentare il socialismo come qualcosa che si aggiri principalmente attorno alla distribuzione».

##### Dittatura del proletariato

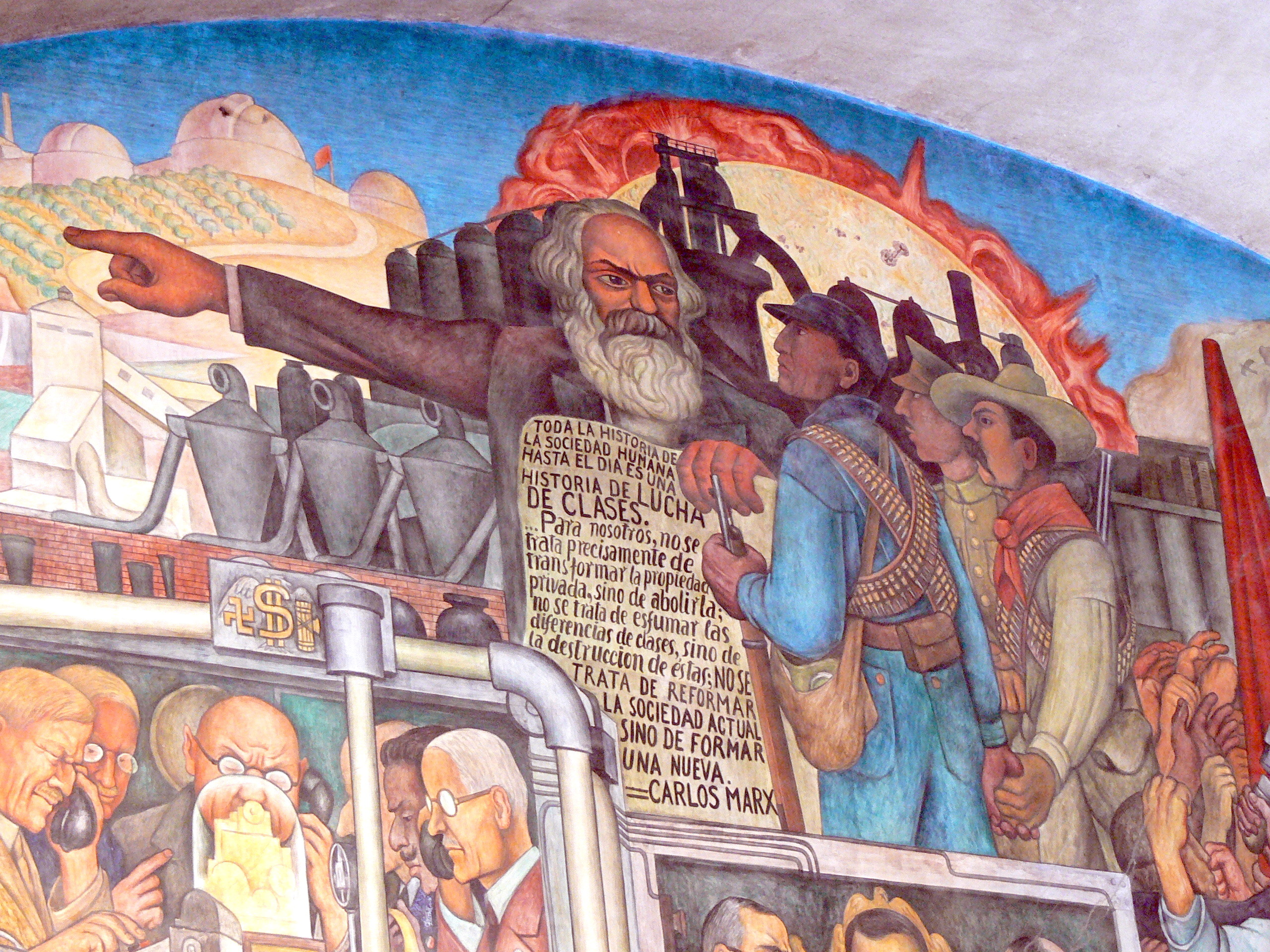
Un murale di Diego Rivera raffigurante Marx

Prima della nascita della società comunista e la scomparsa della proprietà privata e quindi di tutte le classi nel nuovo stato uscito dalla rivoluzione proletaria permane la classe borghese sconfitta. A evitare ogni tentativo di una controrivoluzione borghese occorre passare a una fase immediatamente postrivoluzionaria dove si instauri il potere dittatoriale del proletariato.
La dittatura del proletariato è una teoria che sebbene fosse stata anticipata già nei dieci punti del Manifesto del Partito Comunista fu in realtà concepita da Marx e Engels per la prima volta nel 1852 nella lettera a Joseph Weydemeyer e nel 1875 nella Critica del Programma di Gotha per riferirsi alla situazione sociale e politica che si sarebbe instaurata immediatamente dopo la rivoluzione proletaria.
Il potere unico del proletariato rappresenta quindi una fase di transizione in cui il potere politico è detenuto dai lavoratori, che procedono alla definitiva abolizione della proprietà privata per la costruzione finale di una società comunista.

### Morte
(Undicesima tesi su Feuerbach, epitaffio sulla tomba di Marx)

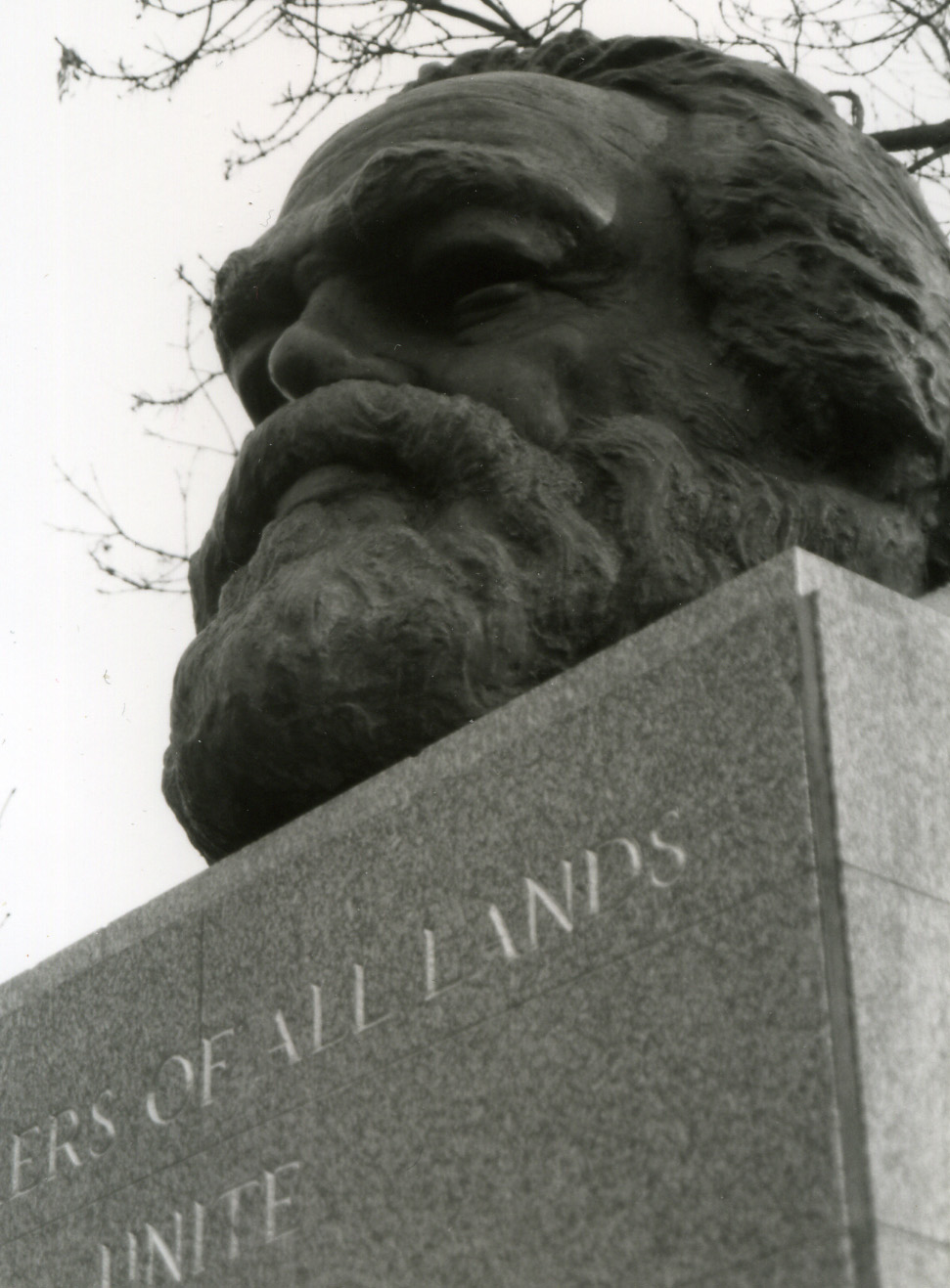
La tomba di Karl Marx a Highgate

Il 2 dicembre 1881 muore la moglie Jenny e così la ricorda il socialista tedesco Stephan Born nelle sue memorie: «Marx amava la moglie, ed ella condivideva il suo amore. Ho conosciuto raramente unioni altrettanto felici, in cui la gioia, la sofferenza (che non fu loro risparmiata) e il dolore fossero condivisi con una tale certezza di reciproco possesso. Ed ho raramente incontrato una donna che fosse più armoniosa della signora Marx sia nel fisico sia per le qualità della mente e del cuore, e che, sin da un primo incontro, facesse una così favorevole impressione. Era bionda; i suoi figli, allora ancora piccoli, avevano i capelli e gli occhi neri come il padre».

Marx non si riprende più e malato di bronchite cronica a gennaio perde anche la primogenita Jenny (1844-1883). Gli sopravvivono Laura, moglie del socialista francese Paul Lafargue, e Eleanor, compagna del socialista inglese Edward Aveling. Laura e Eleanor muoiono entrambe suicide. Alle già sue precarie condizioni di salute si aggiunge un'ulcera polmonare e il 14 marzo 1883 muore. Viene sepolto tre giorni dopo nel cimitero londinese di Highgate accanto alla moglie. Engels legge l'orazione funebre:
Darwin ha scoperto la legge dello sviluppo della natura organica, Marx ha scoperto la legge dello sviluppo della storia umana [...].
Ma non è tutto. Marx ha anche scoperto la legge peculiare dello sviluppo del moderno modo di produzione capitalistico e della società borghese da esso generata. La scoperta del plusvalore ha subitamente gettato un fascio di luce nell'oscurità in cui brancolavano le ricerche degli economisti borghesi e dei critici socialisti. [...]
Per lui la scienza era una forza motrice della storia, una forza rivoluzionaria. [...]
Perché Marx era prima di tutto un rivoluzionario. [...]
Marx era perciò l'uomo più odiato e calunniato del suo tempo. I governi, assoluti e repubblicani, lo espulsero; i borghesi, conservatori e democratici radicali, lo coprirono a gara di calunnie. Egli sdegnò queste miserie, non prestò loro nessuna attenzione e non rispose se non in caso di estrema necessità. È morto venerato, amato, rimpianto da milioni di compagni di lavoro rivoluzionari in Europa e in America, dalle miniere siberiane sino alla California. E posso aggiungere senza timore: poteva avere molti avversari, ma nessun nemico personale. Il suo nome vivrà nei secoli, e così la sua opera!»

## Critiche al marxismo
Presentandosi come socialismo scientifico in forma di scienza che abbia scoperto le leggi del divenire storico, ma anche come ideologia che prospetta tale divenire orientato verso un fine, il marxismo ha ricevuto su questo punto le critiche di diversi studiosi e filosofi, fra cui Hans Kelsen, Max Weber e Karl Popper, i quali gli contestarono di avere mescolato e contaminato in tal modo senza avvedersene scienza e ideologia.
A differenza del socialismo utopistico, il quale contrappone l'ideale alla realtà, il marxismo pretende infatti di essere una descrizione oggettiva e moralmente indifferente del modo in cui procederebbe lo sviluppo della storia. Al tempo stesso però questo sviluppo storico sarebbe chiamato a produrre un fine e a realizzare un valore, ossia la società «dei liberi e degli uguali». È così che il marxismo pretende di dedurre da un'analisi scientifica basata su un'evoluzione necessaria delle cose una condizione finale che esso stesso prospetta come un salto dal regno della necessità in quello della libertà.
Secondo Kelsen la storia viene ricondotta a un valore finale non certo perché la scienza sia effettivamente in grado di darci degli ideali, ma solo perché questi sono stati subdolamente proiettati nella realtà, affermando che «il socialismo scientifico di Marx è una scienza sociale, il cui scopo non è solo di concepire e descrivere la realtà sociale quale effettivamente è, senza valutarla, bensì al contrario di giudicarla secondo un valore che è presupposto a questa scienza ma proiettato ingannevolmente nella realtà sociale, allo scopo di conformarla al valore presupposto». La critica non è dissimile da quella esercitata da Max Weber e a sua volta riportata da Karl Löwith, il quale osserva che «nel marxismo, in quanto socialismo scientifico, Weber non avversa il fatto che esso in genere si regga su ideali scientificamente indimostrabili, ma che dia alla soggettività dei suoi presupposti fondamentali l'apparenza di una validità oggettiva e universale, confondendo l'una con l'altra e restando, nelle sue intenzioni scientifiche, prevenuto dai propri giudizi di valore e dai propri pregiudizi».
Critiche alla presunta scientificità del marxismo sono venute anche da Karl Popper, secondo cui Marx e Engels, sovrapponendo ingannevolmente un corso finalistico alle maglie del corso causale degli eventi e atteggiandosi così a falsi profeti, hanno ignorato la distinzione tra fatti e valori, tra cause e fini etici. Il marxismo si configurerebbe quindi non come una scienza, ma come una pseudoscienza e un'ideologia. D'altro canto, in risposta a queste considerazioni, coloro che supportano le teorie di Marx sostengono che il marxismo stimoli una riflessione sulla conoscenza scientifica soprattutto laddove esso diviene un metodo di analisi della realtà storico-sociale, così come si è venuto affermando nella trattazione marxiana del processo di indagine del mondo oggettivo, cioè nell'esame che Marx compie della storia, che è l’unica scienza possibile e accettata dal punto di vista analitico. La validità di questa considerazione della storia si trova nella stessa critica che Marx compie dell'economia politica classica, quella di Adam Smith e David Ricardo, quando egli rileva il carattere accademico di quest'ultima proprio di fronte alla forza di una disciplina rivoluzionaria, cioè dinanzi al materialismo storico. È proprio quest'ultimo e non la scienza borghese a svelare le contraddizioni del mondo oggettivo e la vera natura del capitalismo.
Questa visione, secondo i critici, solleva diversi problemi epistemologici e metodologici. Karl Popper ha sostenuto che il materialismo storico non soddisfa i criteri della scientificità, in quanto non falsificabile, configurandosi quindi come una teoria ideologica piuttosto che scientifica. Inoltre, l'idea che il materialismo storico sia l'unica disciplina in grado di svelare le "contraddizioni del mondo oggettivo" e di rivelare la "vera natura del capitalismo" è stata contestata da studiosi come Friedrich Hayek, che ha sottolineato come le teorie finalistiche della storia siano intrinsecamente speculative e incapaci di adattarsi alla complessità del comportamento umano.
Dal punto di vista economico, autori come Ludwig von Mises hanno criticato l'approccio marxista per l'incapacità di affrontare problemi pratici di allocazione delle risorse. Mises, nel suo saggio Economic Calculation in the Socialist Commonwealth (1920), argomentò che la pianificazione centrale non sarebbe stata in grado di funzionare in assenza di un sistema di prezzi basato sulla proprietà privata e sul libero mercato, rendendo impossibile una gestione economica razionale. Secondo Mises, questa inefficienza strutturale avrebbe inevitabilmente portato al fallimento dell'esperienza comunista, una previsione che molti studiosi considerano confermata dal collasso economico e politico dei regimi dell'Europa orientale alla fine del XX secolo. Inoltre, Isaiah Berlin ha osservato che la critica di Marx all'economia politica classica tende a ridurre la pluralità delle scienze sociali a una visione unica e teleologica della storia, con il rischio di trasformare l'analisi economica in una giustificazione ideologica piuttosto che in un metodo scientifico.
Infine, i detrattori del materialismo storico hanno spesso messo in evidenza che le sue applicazioni pratiche nei regimi comunisti del XX secolo non hanno superato le contraddizioni del capitalismo, ma hanno introdotto nuovi problemi, come l'inefficienza economica, la repressione politica e il fallimento nel raggiungimento di una società egualitaria.

## Bibliografia

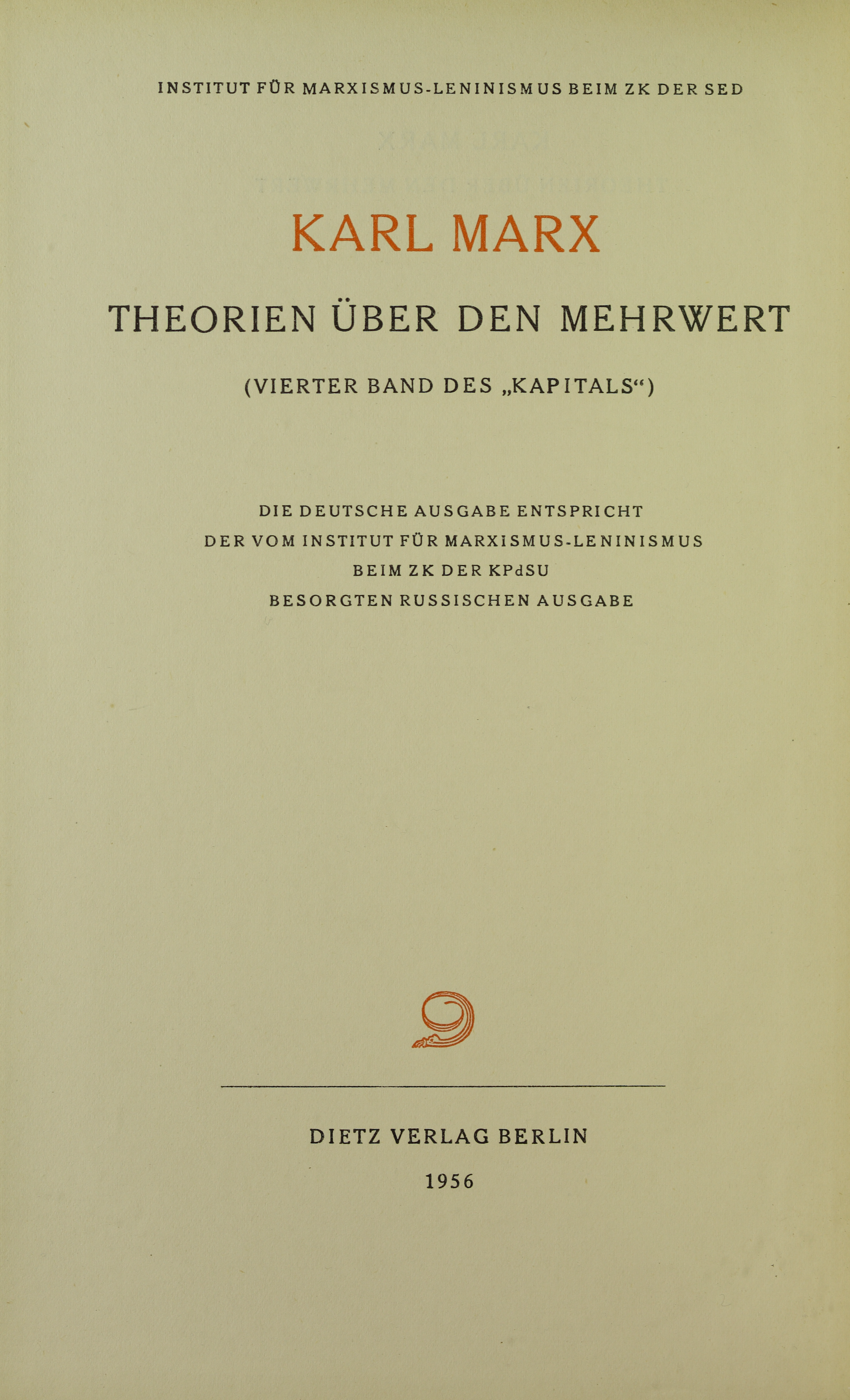
Theorien über den Mehrwert, 1956

### Opere in traduzione italiana
- Karl Marx, Friedrich Engels, Opere complete, voll. 50, Roma, Editori Riuniti, 1972-1991. In Italia l'edizione completa delle opere, prevista in 50 volumi si è fermata a 32 pubblicati fra il 1972 e il 1991 dagli Editori Riuniti [lasciati inediti i volumi XIII, XV, XVIII, XIX, XXI, XXII, XXIII, XXIV, XXVI, XXVII, XXVIII, XXXI, XXXII, XXXIII, XXXVII, XLV, XLVI, XLVIII e gli Indici]. La casa editrice napoletana La Città del Sole ha pubblicato nel 2008 il volume XXII (luglio 1870 - ottobre 1871) e nel 2011 il volume XXXI, mentre Lotta Comunista ha pubblicato tre volumi dal 1874 al 1887 del carteggio.
- Karl Marx, Friedrich Engels, La corrispondenza di Marx e Engels con italiani: 1848-1895, a cura di Giuseppe Del Bo, Milano, Feltrinelli, 1964.
- Karl Marx, Scritti politici giovanili, a cura di Luigi Firpo, Torino, Einaudi, 1975, ISBN 88-06-42697-4.
- Karl Marx, Per la critica dell'economia politica (Introduzione di Maurice Dobb), Roma, Editori Riuniti, 1993, ISBN 88-359-3680-2.
- Gianni Emilio (a cura di), Diffusione, popolarizzazione e volgarizzazione del marxismo in Italia: scritti di Marx ed Engels pubblicati in italiano dal 1848 al 1926, Milano, Pantarei, 2004, ISBN 88-86591-08-X.
- Karl Marx, Per la critica dell'economia politica. Introduzione e Prefazione, a cura di Fabio Bazzani e con un saggio introduttivo del curatore dal titolo Un globale mercato d'immagini, Firenze, Editrice Clinamen 2011.
- Karl Marx, Conto su di te per il vino, a cura di Eusebio Trabucchi, Roma, L'orma, 2018, ISBN 9788899793487.

### Biografie
- Ettore Cinnella, L'altro Marx, Della Porta Editori, Pisa-Cagliari, 2014.
- Giuliano Pischel, Marx giovane: 1818-1849, Milano, Garzanti, 1948.
- Franz Mehring, Vita di Marx, Roma, Editori Riuniti, 1969.
- Boris Nikolaevskij, Otto Maenschen-Helfen, Karl Marx. La vita e l'opera, Torino, Einaudi, 1969.
- Evgeniia Akimovna Stepanova, Karl Marx: breve saggio biografico, Mosca, Progress, 1982.
- David McLellan, Karl Marx. La sua vita vita e il suo pensiero, Milano, CDE, 1983.
- Nicolao Merker, Karl Marx: 1818-1883, Roma, Editori Riuniti, 1983, ISBN 88-359-2597-5.
- Fabio Giovannini, Vita di Karl Marx: i sentimenti e le lotte, Roma, Datanews, 1992, ISBN 88-7981-171-1.
- Renato Zangheri, prefazione a, Karl Marx. Biografia per immagini, Roma, Editori Riuniti, 1998, ISBN 88-359-4611-5.
- Francis Wheen, Karl Marx, Milano, Arnoldo Mondadori Editore, 2000, ISBN 88-04-48181-1.
- Jacques Attali, Karl Marx. Ovvero lo spirito del mondo, Roma, Fazi Editore, 2006, ISBN 88-8112-787-3.
- Maximilien Rubel, Karl Marx, saggio di biografia intellettuale, Milano, Colibrì Edizioni, 2001, ISBN 88-86345-35-6.
- Francis Wheen, Karl Marx. Vita pubblica e privata, Mondadori 2000

### Studi
- Paul Lafargue, Il materialismo economico di Karl Marx, Parigi, Henry Oriol Éditeur, 1884.
- Giovanni Gentile, La Filosofia di Marx, Pisa, Spoerri Editore, 1899. Rist. introd. di J. Salina, Pisa, Edizioni della Normale, 2014.
- Georges Sorel, Costruzione del sistema della storia secondo Marx, Torino, Roux e Viarengo, 1900.
- Delio Cantimori, Interpretazioni e studi intorno al pensiero di Marx e di Engels. Appunti del corso di teoria e storia della storiografia, a cura di F. Ferri, Pisa, Libreria Goliardica, 1919-1939.
- Achille Loria, Carlo Marx, Roma, A. F. Formiggini, 1924.
- Arturo Labriola, Studio su Marx, Napoli, A. Morano, 1926.
- Carlo Antoni, Ciò che e vivo e ciò che e morto della dottrina di Carlo Marx, Roma, Partito liberale italiano, 1944.
- Vladimir Lenin, Carlo Marx, Roma, Società editrice l'Unità, 1945.
- Luigi Firpo, Carlo Marx. Introduzione ad una ristampa italiana del "Capitale", Torino, UTET, 1945.
- Karl Vorländer, Karl Marx. La vita e l'opera, Roma, Leonardo, 1946.
- Benedetto Croce, Come il Marx fece passare il comunismo dall'utopia alla scienza, Bari, G. Laterza, 1948.
- Lev Trockij, Carlo Marx, Milano, Mondadori, 1949.
- Annibale Pastore, L'homo faber intellettuale nel materialismo dialettico di Carlo Marx, Milano, l'Industria, 1954.
- Karl Kautsky, Etica e concezione materialistica della storia, Milano, Feltrinelli, 1958 (1906).
- Norberto Bobbio, La dialettica in Marx, in Rivista di filosofia, XLIX, n. 2, aprile 1958.
- Antonio Labriola, In memoria del Manifesto dei comunisti, Milano, Avanti, 1960 (1895).
- Galvano della Volpe, Rousseau e Marx, Roma, Editori Riuniti, 1962.
- Cesare Luporini, La formazione del pensiero di Marx, Firenze, Cooperativa libraria Universitatis Studii Florentini, 1965.
- Isaiah Berlin, Karl Marx, Firenze, La nuova Italia, 1967 (1939).
- Guido Calogero, Il metodo dell'economia e il marxismo. Introduzione alla lettura di Marx, Bari, Laterza, 1967 (1944).
- Lucio Colletti, Scienza e società in Marx, in Società, n. 6, novembre-dicembre 1958.
- Sidney Hook, Marx e i marxisti, Roma, Opere nuove, 1958.
- Rodolfo Mondolfo, Umanesimo di Marx. Studi filosofici 1908-1966, Torino, Einaudi, 1968.
- Iring Fetscher, Marx e il marxismo dalla filosofia del proletariato alla Weltanschauung proletaria, Firenze, Sansoni, 1969.
- Mario Dal Pra, La dialettica in Marx, Bari, Laterza, 1969.
- Karl Korsch, Karl Marx, Bari, Laterza, 1969.
- Ernest Mandel, La formazione del pensiero economico di Karl Marx: dal 1843 alla redazione del Capitale: studio genetico, Bari, Laterza, 1969.
- Mario G. Losano, La teoria di Marx ed Engels sul diritto e sullo stato. Materiali per il seminario di filosofia del diritto, Università Statale di Milano. Anno Accademico 1968-69, Torino, Cooperativa Libraria Università Torinese, 1969.
- György Lukács, Storia e coscienza di classe, Milano, Sugar, 1970 (1922).
- Vladislav Iosifovič Bortkevič, La teoria economica di Marx, Torino, Einaudi, 1971.
- Umberto Cerroni, Teoria della crisi sociale in Marx. Una reinterpretazione, Bari, De Donato, 1971.
- Fredy Perlman, Il feticismo delle merci. Saggio su Marx e la critica della economia politica, Milano, Lampugnani Nigri, 1972.
- Pierre Ansart, Marx e l'anarchismo, Bologna, Il Mulino, 1972.
- Ernst Bloch, Karl Marx, Bologna, Il Mulino, 1972.
- Georgij Valentinovič Plechanov, La concezione materialistica della storia, Milano, Feltrinelli, 1972.
- Jacques Camatte, Il capitolo sesto inedito del "Capitale" e l'opera economica di Karl Marx, Savona, Edizioni International, 1972.
- Alfred Schmidt, Il concetto di natura in Marx, Bari, Laterza, 1973.
- Pier Aldo Rovatti, Critica e scientificità in Marx. Per una lettura fenomenologica di Marx e una critica del marxismo di Althusser, Milano, Feltrinelli, 1973.
- Helmut Reichelt, La struttura logica del concetto di capitale in Marx, Bari, De Donato, 1973.
- Jean Hyppolite, Saggi su Marx e Hegel, Milano, Bompiani, 1973.
- Predrag Vranicki, Da Marx a Lenin, Roma, Editori Riuniti, 1972.
- Roger Garaudy, Karl Marx, Milano, Sonzogno, 1974 (1965).
- Louis Althusser, Per Marx, Roma, Editori Riuniti, 1974 (1965).
- Michio Morishima, La teoria economica di Marx. Una teoria duale del valore e della crescita, Milano, ISEDI, 1974.
- Cesare Luporini, Dialettica e materialismo, Roma, Editori Riuniti, 1974.
- Ágnes Heller, La teoria dei bisogni in Marx, Milano, Feltrinelli, 1974.
- Luciano Canfora, Marx e Engels sulle classi romane, Bari, Dedalo, 1975.
- Umberto Cerroni, Il pensiero di Marx, Roma, Editori Riuniti, 1975.
- Adam Schaff, Marxismo e umanesimo. Per un'analisi semantica delle tesi su Feuerbach di K. Marx, Bari, Dedalo, 1975.
- Isaak Rubin, Saggi sulla teoria del valore di Marx, Milano, Feltrinelli, 1976.
- István Mészáros, La teoria dell'alienazione in Marx, Roma, Editori Riuniti, 1976.
- Kostas Axelos, Marx e Heidegger, Napoli, Guida, 1978.
- Pierre Naville, Dall'alienazione al godimento. Genesi della sociologia del lavoro in Marx ed Engels, Milano, Jaca Book, 1978.
- Henri Lefebvre, La sociologia in Marx, Milano, Il Saggiatore, 1978.
- François Châtelet, Attraverso Marx, Napoli, Liguori, 1978.
- Anthony Giddens, Capitalismo e teoria sociale. Marx, Durkheim e Max Weber, Milano, Il Saggiatore, 1979.
- Salvatore Veca, Saggio sul programma scientifico di Marx, Milano, Il Saggiatore, 1979.
- Amadeo Bordiga, Mai la merce sfamerà l'uomo. La questione agraria e la teoria della rendita fondiaria secondo Marx, Milano, Iskra, 1979.
- Erich Fromm, Marx e Freud, Milano, Il Saggiatore, 1978.
- Peter Singer, Marx, Milano, Dall'Oglio, 1980.
- Joan Robinson, Saggi su Marx e il marxismo, Milano, Il Saggiatore, 1981.
- Nicola Badaloni, Marx e l'etica della rivoluzione industriale, in Critica marxista, n. 4, 1982.
- Antonio Gramsci, Il nostro Marx (1918-1919), Torino, Einaudi, 1984, ISBN 88-06-56937-6.
- Domenico Losurdo, Hegel, Marx e la tradizione liberale. Libertà Uguaglianza Stato, Roma, Editori Riuniti, 1988, ISBN 88-359-3143-6.
- Lelio Basso, Saggi su stato, democrazia e comunismo in Marx ed Engels, Milano, Libreria CUEM, 1990.
- Jacques Derrida, Spettri di Marx. Stato del debito, lavoro del lutto e nuova Internazionale, Milano, R. Cortina, 1994, ISBN 88-7078-296-4.
- Jacques Derrida, Marx & Sons. Politica, spettralità, decostruzione, trad. it. di E. Castanò, D. De Santis, L. Fabbri, M. Guidi e A. Lodeserto, Mimesis, Milano 2008.
- Paolo Sylos Labini, Carlo Marx. È tempo di un bilancio, Bari, Laterza, 1994, ISBN 88-420-4400-8.
- Karl Löwith, Marx, Weber, Schmitt, Bari, Laterza, 1994, ISBN 88-420-4477-6.
- Carlo Cafiero, Il Capitale di Karl Marx. Compendio, Roma, Editori Riuniti, 1996, ISBN 88-359-4092-3.
- Terry Eagleton, Marx, Milano, Sansoni, 1998, ISBN 88-383-1738-0.
- Étienne Balibar, La filosofia di Marx, Roma, Manifestolibri, 2001, ISBN 88-7285-245-5.
- Maximilien Rubel, Karl Marx, Saggio di biografia intellettuale, Prolegomeni a una sociologia etica, Brescia, Cooperativa Colibrì, 2001, ISBN 88-86345-35-6.
- Antonio Negri, Marx oltre Marx, Roma, Manifestolibri, 2003, ISBN 88-7285-339-7.
- Costanzo Preve, Marx inattuale: eredità e prospettiva, Torino, Bollati Boringhieri, 2004, ISBN 88-339-1511-5.
- Domenico Losurdo, Marx e il bilancio storico del Novecento, La Scuola di Pitagora, 2009, ISBN 8889579382.
- Claudio Belloni, Per la critica dell'ideologia. Filosofia e storia in Marx, Mimesis, Milano-Udine 2013, ISBN 9788857519463.
- Carlo Galli, Marx eretico, Il Mulino, 2018, ISBN 9788815357212.
- Costanzo Preve, Karl Marx: un'interpretazione, Milano, NovaEuropa Edizioni, 2018, ISBN 978-88-8524-212-8.
- Jonathan Wolff, Perché leggere Marx, Il Mulino, 2018, ISBN 9788815275172.
- Massimo Mugnai, Il 'mondo capovolto'. Il metodo scientifico nel Capitale di Marx, Pisa, Edizioni della Normale, 2021.

### Persone
- Amadeo Bordiga
- Friedrich Engels
- Antonio Gramsci
- Antonio Labriola
- Rosa Luxemburg
- Vladimir Lenin
- Anton Pannekoek
- Lev Trockij

### Teorie e concetti
- Borghesia
- Caduta tendenziale del saggio di profitto
- Conflittualismo
- Critica dell'economia politica
- Economisti classici
- Materialismo storico
- Problema della trasformazione dei valori in prezzi di produzione
- Proletariato
- Prospettiva del conflitto
- Prospettiva del conflitto in sociologia
- Proto-comunismo
- Rivoluzione sociale
- Socialismo rivoluzionario
- Socialismo scientifico
- Socialismo utopico
- Teoria marxiana del valore

### Storia e movimenti
- Marxismo
- Filosofia marxista
- Marxismo classico
- Marxismo occidentale
- Anticapitalismo
- Associazione Internazionale dei Lavoratori
- Comune di Parigi (1871)
- Comunismo
- Critiche al comunismo
- Critiche al marxismo
- Movimenti comunisti
- Rivoluzione di novembre
- Rivoluzione d'ottobre
- Rivoluzione russa
- Socialdemocrazia
- Socialismo

### Altro
- 2807 Karl Marx
- Il giovane Karl Marx
- Karl Marx-Hof
- Karl Marx nella narrativa